# 阿根廷
34°36′S 58°23′W / 34.600°S 58.383°W
阿根廷共和国（西班牙語：República Argentina），通称阿根廷（西班牙語：Argentina，發音：[aɾxenˈtina] ⓘ），是位于南美洲南部的主权国家。由23个省和布宜諾斯艾利斯自治市组成的联邦共和国，占有南錐體的大部分，北邻玻利维亚与巴拉圭，东北与巴西接壤，东临乌拉圭与南大西洋，西接智利，南濒德雷克海峡。领土面积达2,780,400平方公里，位居世界第八，美洲第四，拉丁美洲第二，西班牙语诸国之首，横跨多个气候带。阿根廷主张对南极洲的一部分、马尔维纳斯群岛（英国称福克兰群岛）、南乔治亚岛和南桑威奇群岛拥有主权。
在文化上阿根廷呈現深度欧化，例如首都文化幾乎是歐洲城市文化的延伸。而社會素質、教育文化、市場經濟與法規上的發達，使阿根廷今日在民主和人權上有很大發展，也是南美唯一掌握人造衛星操作技術的國家。长久以来，阿根廷是一个中等强国和拉丁美洲的地域大国，它也是联合国、世界银行集团、世界贸易组织、南方共同市場、南美洲国家联盟、拉美及加勒比国家共同体和伊比利亚美洲国家组织的创始国。作为一个传统农业大国和新兴市场国家，阿根廷是20国集团成员和拉美第三大经济体。以购买力平价来计的人均国内生产总值处于中高水平，与智利和乌拉圭同属拉美第一集团，與東南歐相同，人类发展指数处于极高级。收入不平等程度虽高，但低于拉美国家平均水平。
这一地区已知最早的人类活动发生在旧石器时代。西班牙殖民始于1512年。在1810年至1825年的独立战争中，阿根廷以拉普拉塔联合省的国名于1816年发表《独立宣言》，继承了原西班牙拉普拉塔总督辖区的大部分地区，在之后与西班牙和葡萄牙的战争中，联合省政府继而失去乌拉圭、玻利维亚和秘鲁等地区。其后經過多年的内战最终在1861年，布宜诺斯艾利斯邦击败了邦联政府，与当时其它八个省重新统一为阿根廷共和国。至此，大规模的欧洲移民潮架起了阿根廷与欧洲之桥，无与伦比的发展使阿根廷于20世纪早期跻身世界第七富国。然而在1930年代軍事政變以后，政局不稳和周期性经济危机使其陷入衰退。1945年後發展的庇隆主義至今仍然影響阿根廷政治。

## 国名
“阿根廷”这一名称由拉丁语中的“白银”（argentum）加上阴性指小词缀而成，首次书面使用可追溯至马丁·德尔巴尔科·森特内拉1602年的诗作《阿根廷与拉普拉塔河的征服》。这个名称源自拉普拉塔河（西班牙文：Río de la Plata，意为银之河）的名称。胡安·迪亚斯·德索利斯一行踏上这片土地时，遇到了佩戴银饰的当地查鲁阿人，他们相信传说中的银山就在河的上游，便由此命名。西班牙王国给出的正式名称是拉普拉塔总督辖区，独立之初的国名为拉普拉塔河联合省（西班牙語：Provincias Unidas del Río de la Plata），但阿根廷一名在18世纪就早已广为使用。
1826年宪法首次将阿根廷共和国这一名称应用于法律文书。“阿根廷邦联”（西班牙語：Confederación Argentina）一名也很常用，并出现在1853年阿根廷宪法中。1860年，阿根廷国名由总统令确定为“阿根廷共和国”（西班牙語：República Argentina），同年宪法修正案规定，1810年以来的所有国名合法有效。因“Argentina/-o”一词普遍被当作形容词使用，所以在国内，普遍使用“El País”或“El Estado”(兩者都是西班牙語的“我國”之意)来表示阿根廷，在国外则使用“La Nación Argentina”（阿根廷）或“República Argentina”（阿根廷共和国）。

## 历史

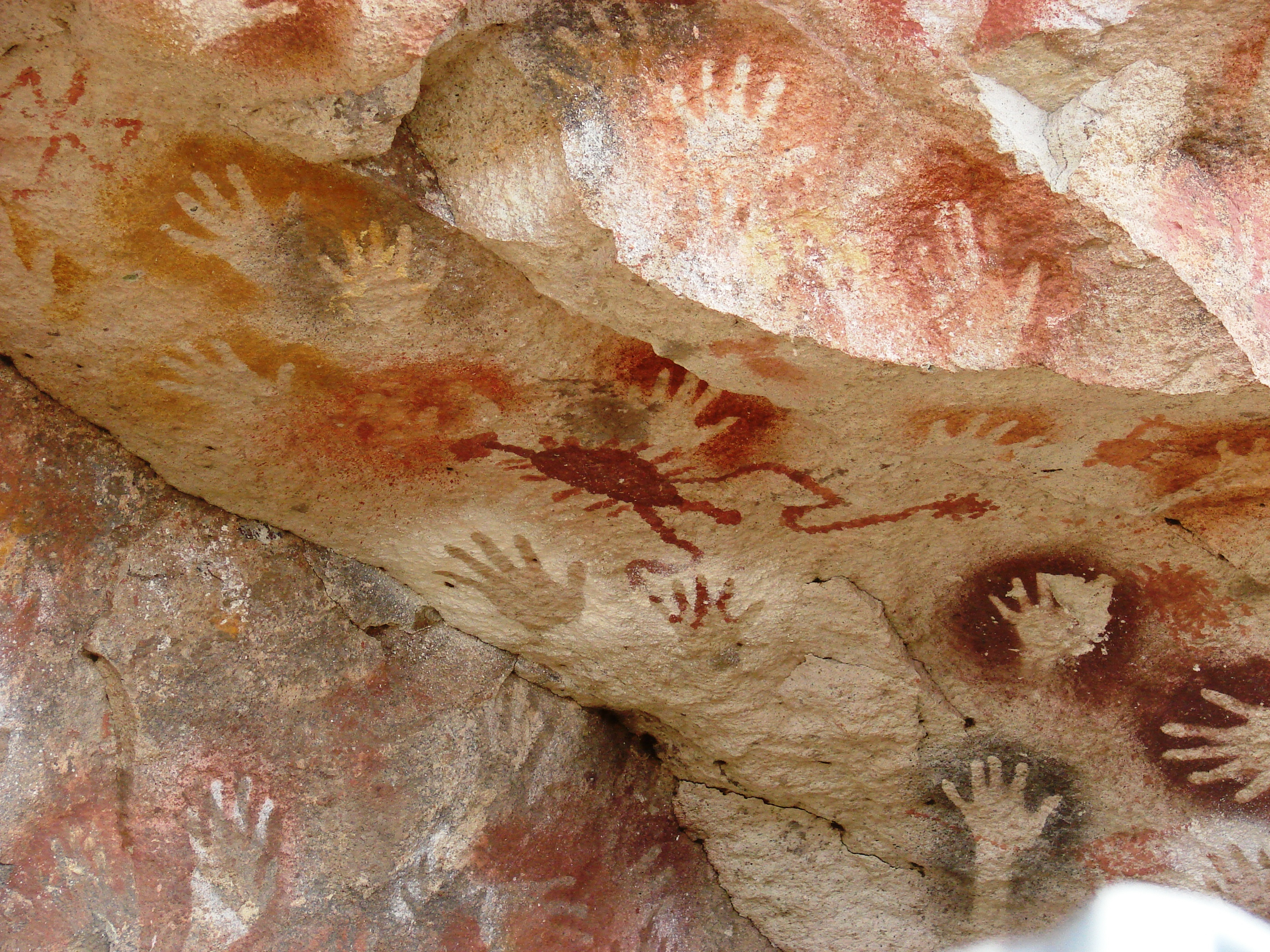
圣克鲁斯的手洞保存着创作于1万3千年至九千年前的土著居民艺术作品。

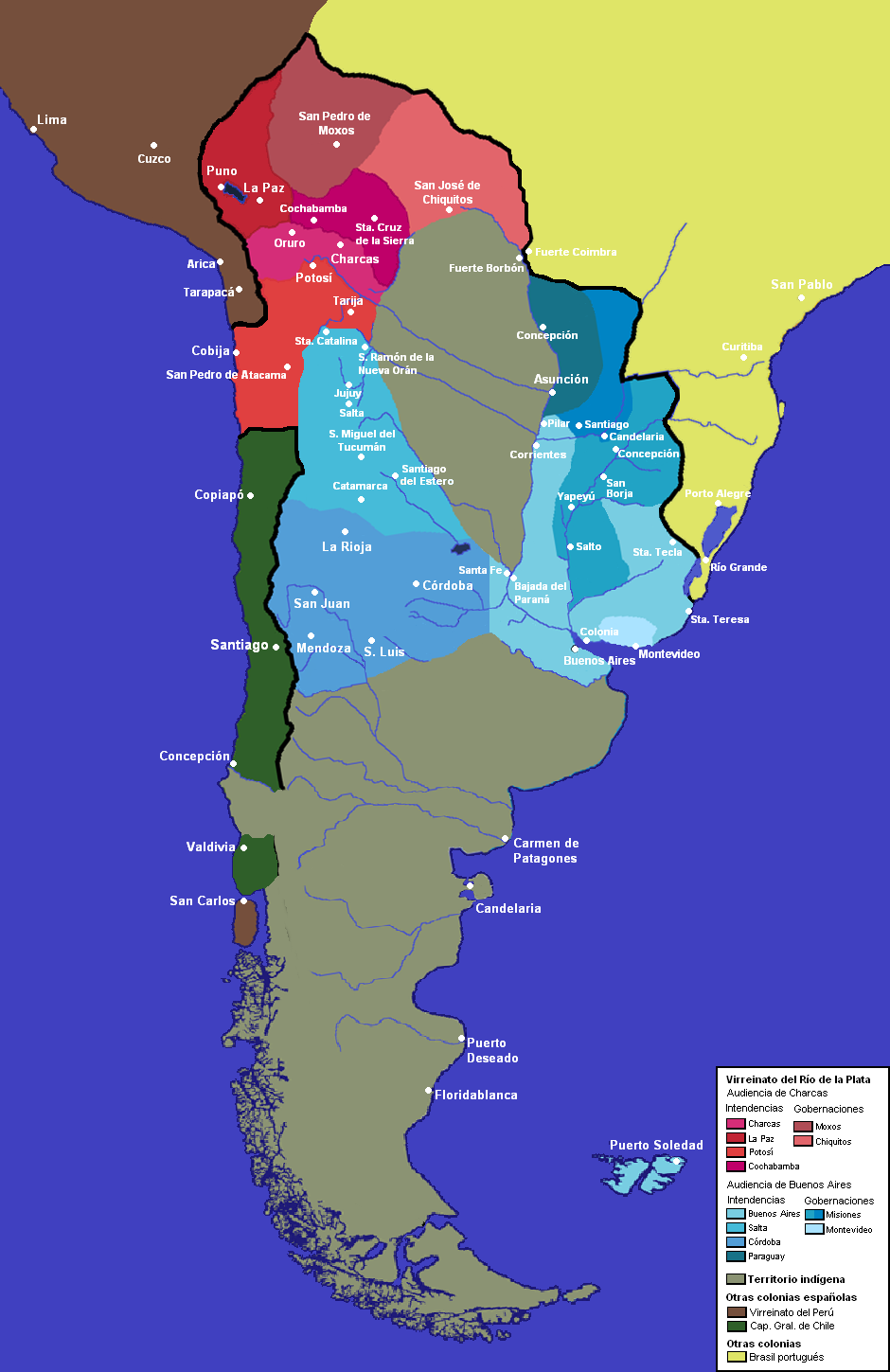
拉普拉塔总督辖区的行政区划

### 前哥伦布时代
早在旧石器时代、中石器時代和新石器时代，阿根廷就有了已知最早的人类活动痕迹。在欧洲殖民者登陆以前，这片地广人稀的土地上有着社会形态各异的文化，可分为三大类：未掌握陶器制作技术的狩獵採集族群，如最南端的瑟爾科南人和亚干人。进步的猎人和食物采集者，如中东部的普埃尔切人、克兰迪人和山地居民，以及南部的特维尔切人，他们都被由智利扩张而至的马普切人征服了。科姆人和维奇人生活在北部。懂得制陶的农民，东北部的查鲁阿人、米努阿内人和瓜拉尼人以刀耕火种的半定居方式生活；西北部的定居者迪亚吉塔人有着贸易文化，于1480年前后被印加帝國征服；托科诺特人和科梅钦贡人居住于中部，中西部的瓦尔佩人以大羊駝为家畜，受到印加人的强烈影响。

### 西班牙殖民时代
1502年，航海家亚美利哥·韦斯普奇一行成为首次抵达此地的欧洲人。西班牙航海家胡安·迪亚斯·德索利斯和塞巴斯提安·卡伯特分别于1516年和1526年到访。1536年，佩德罗·德门多萨在布宜诺斯艾利斯一带建立了小型定居点，后于1541年在土著居民的抵抗中放弃。
进一步的殖民努力来自巴拉圭、秘鲁和智利。弗朗西斯科·德阿吉雷建立了圣地亚哥-德尔埃斯特罗。隆德雷斯建于1558年，门多萨建于1561年，圣胡安建于1562年，圣米格尔-德图库曼建于1565年，胡安·德·加雷于1573年建立了聖塔菲，同年赫罗尼莫·路易斯·德卡夫雷拉建立了科尔多瓦。1580年加雷南下，重建了布宜诺斯艾利斯。1596年，圣路易斯始建。
相比于玻利维亚和秘鲁的真金、白银，阿根廷境内的经济潜力并不为西班牙帝国重视。因此，在1776年以布宜诺斯艾利斯为首府的拉普拉塔总督辖区建立之前，它一直是秘鲁总督区的一部分。
在布宜诺斯艾利斯于1806年和1807年击退两次英軍入侵之时，啟蒙運動思想的传入和资产阶级革命先例已经酝酿出对君主专制统治的批判，拿破仑入侵西班牙的半島戰爭，使阿根廷乃至整个西班牙美洲的独立运动支持者们看到了机会。

### 独立和内战

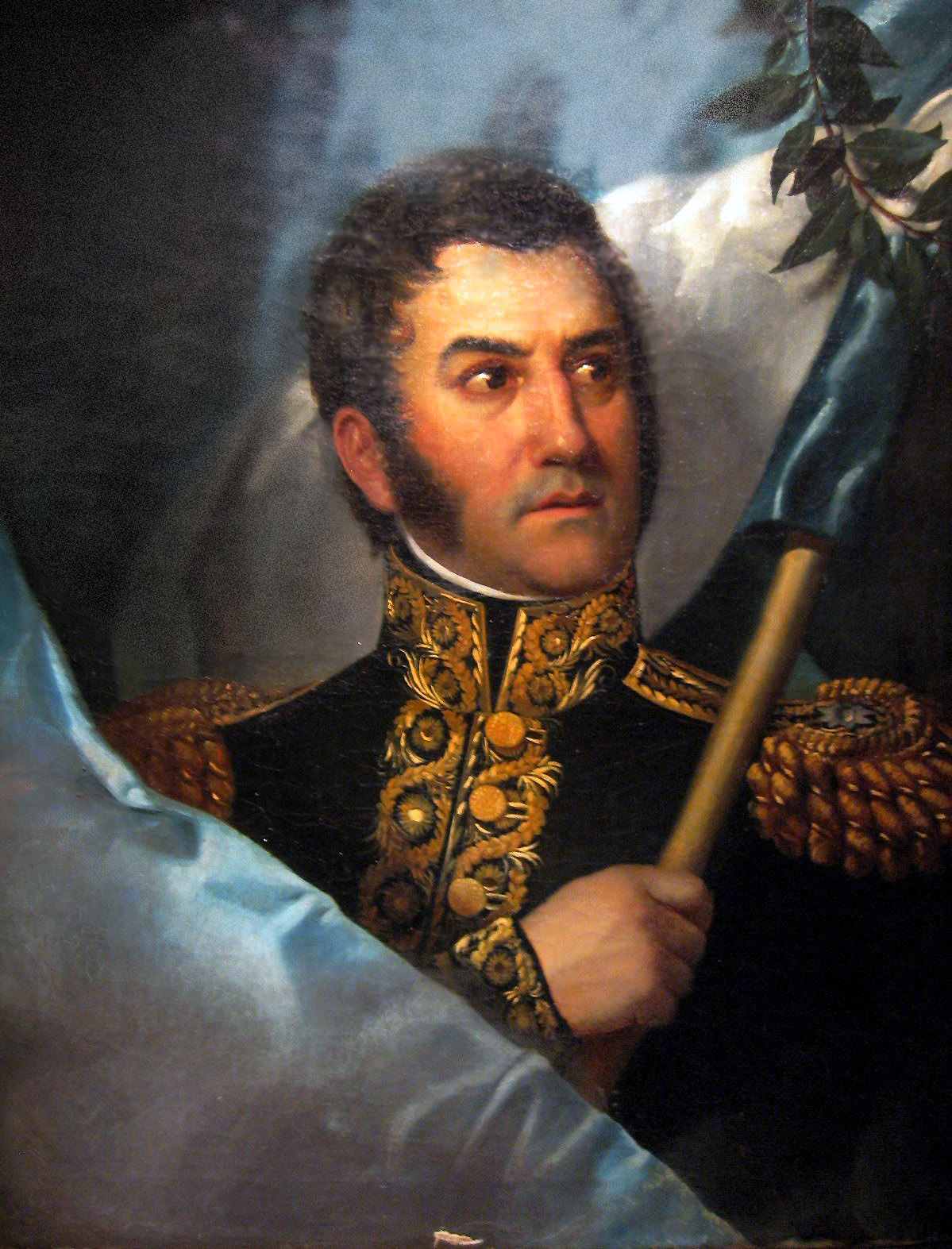
阿根廷、智利和秘鲁解放者何塞·德·圣马丁。

阿根廷开始了取代总督辖区的过程。在1810年5月25日，第一届国民大会取代了西斯内罗斯总督。新的布宜诺斯艾利斯政府由当地人组成。在独立战争期间的第一场冲突中，它粉碎了保皇派在科尔多瓦的反革命行动，但在东岸 (南美)、上秘鲁和巴拉圭遭遇失败，这些地方后来成为独立国家。
革命者分裂为敌对的集权派和联邦派，它们的争斗成了阿根廷独立初期的主题。1813年议会任命格瓦西奥·安东尼奥·德·波萨达斯为阿根廷首任最高指挥。1816年，图库曼议会通过了《独立宣言》，拉普拉塔联合省成立。一年后，马丁·米格尔·古埃梅斯消灭了北方的保皇派。何塞·德·圣马丁将军跨越安第斯山脉，保卫了智利的独立。之后他的军队打下了西班牙在利马的据点，宣告了秘鲁的独立。1819年布宜诺斯艾利斯制定了的中央集权制宪法很快被联邦派废除。
1820年，集权派与联邦派之间的西佩达之战以最高指挥结束统治告终。1826年，布宜诺斯艾利斯制定了另一部中央集权宪法，并任命贝纳迪诺·里瓦达维亚为这个国家的首任总统。内陆省份很快起兵反抗，迫使他辞职并放弃宪法。两派间内战重燃。占了上风的联邦派于1831年建立了阿根廷邦联，由胡安·曼努埃尔·德·罗萨斯领导。他发动讨伐印第安人的荒漠远征，强化了大土地所有制，并以铁腕统治镇压集权派。他的贸易保护政策激怒了英、法等国和内陆省份，使阿根廷先后遭遇了法国封锁和英法联合封锁。1852年，另一位强大的军事领袖胡斯托·何塞·德·乌尔基萨推翻他成为总统，并以1853年宪法确立了自由主义和联邦制。垄断地位遭到破坏的布宜诺斯艾利斯脱离邦联，直到1859年战败。

### 现代国家的兴起

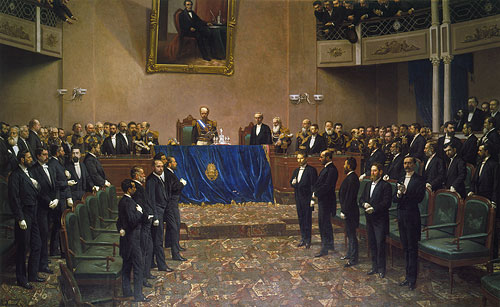
1886年，胡利奥·阿根蒂诺·罗卡向国会发表宪法规定的年度报告。

在1861年的帕翁战役中击败乌尔基萨后，巴托洛梅·米特雷确立了其在布宜诺斯艾利斯的地位，并当选为国家重新统一后的首任总统。他同他的继任者多明戈·福斯蒂诺·萨米恩托和尼古拉斯·阿韦利亚内达建立了现代阿根廷国家的基础。1864年，阿根廷参加了三国同盟战争，获得原巴拉圭领土的一部分。第二次荒漠远征将原住民当作发展的障碍予以清除，使阿根廷抢先征服了巴塔哥尼亚。
从1880年上任的胡利奥·阿根蒂诺·罗卡开始，经济自由政策得到连续十届联邦政府的加强，政策激励下的欧洲入境移民潮重塑了阿根廷社会和经济的面貌。1870年到1910年，移民潮和死亡率的降低使人口数量扩大到了原来的五倍，经济规模扩大到了原来的十五倍；铁路里程从503公里陡增至31,104公里；小麦年出口从10万吨增至250万吨，冷藏船的应用使牛肉年出口从2.5万吨增至36.5万吨，令阿根廷跻身于世界出口五强之列；归功于世俗的免费公共义务教育系统，识字率从22%激增至65%，比大多数拉美国家五十年后的水平还高。1908年，阿根廷人均收入超越德国、加拿大和荷兰，全球排名第七。布宜诺斯艾利斯也从“大农村”转身成为国际化的“南美巴黎”。
然而，自然的馈赠长久地掩盖了问题。大地主寡头垄断了广袤的土地，使阿根廷的财富集中现象比美国严重得多，也使其在单一出口的老路上越走越远，偏离了工业化道路，而經濟從屬於英國的局面也在持續。在新兴中产阶层反对寡头统治集团，要求政治民主的呼声中，1891年，激进公民联盟（激进党）成立了。武装起义的威胁促使保守派总统罗克·萨恩斯·佩尼亚于1912年制定了普通男性无记名投票法。于是激进党领袖伊波利托·伊里戈延得以于1916年当选总统。他推行社会经济改革，将家庭农场主和小型企业纳入援助范围。阿根廷在第一次世界大战中保持中立，然而在伊波利托·伊里戈延的第二次统治中，阿根廷未能躲过全球大萧条带来的农产滞销。

### 首次軍政府時期：1930年—1946年
1930年，何塞·费利克斯·乌里武鲁在军事政变中推翻了对大萧条束手无策的伊里戈延，标志着把国家推向衰落的政治、经济失稳的开始。
两年后，乌里武鲁的法西斯体制失败，阿古斯丁·佩德罗·胡斯托上台，过去的寡头政治与选举舞弊死灰复燃。他同英国签订了有争议的条约，以维护英帝国特权为条件继续向其出口牛肉。迫于时局，进口替代工业开始起步。阿根廷在二战中是个亲轴心国的中立国，直到二战在欧洲结束前一个月才向轴心国宣战。由于在工人中声望颇高，在1943年的政变中扮演了重要角色的福利部长胡安·庇隆遭到罢免和监禁，随即，大规模群众示威迫使他于获释。1945年10月17日，他組建工黨，赢得了1946年的选举。

### 庇隆時代和軍政府交替：1946年—1983年

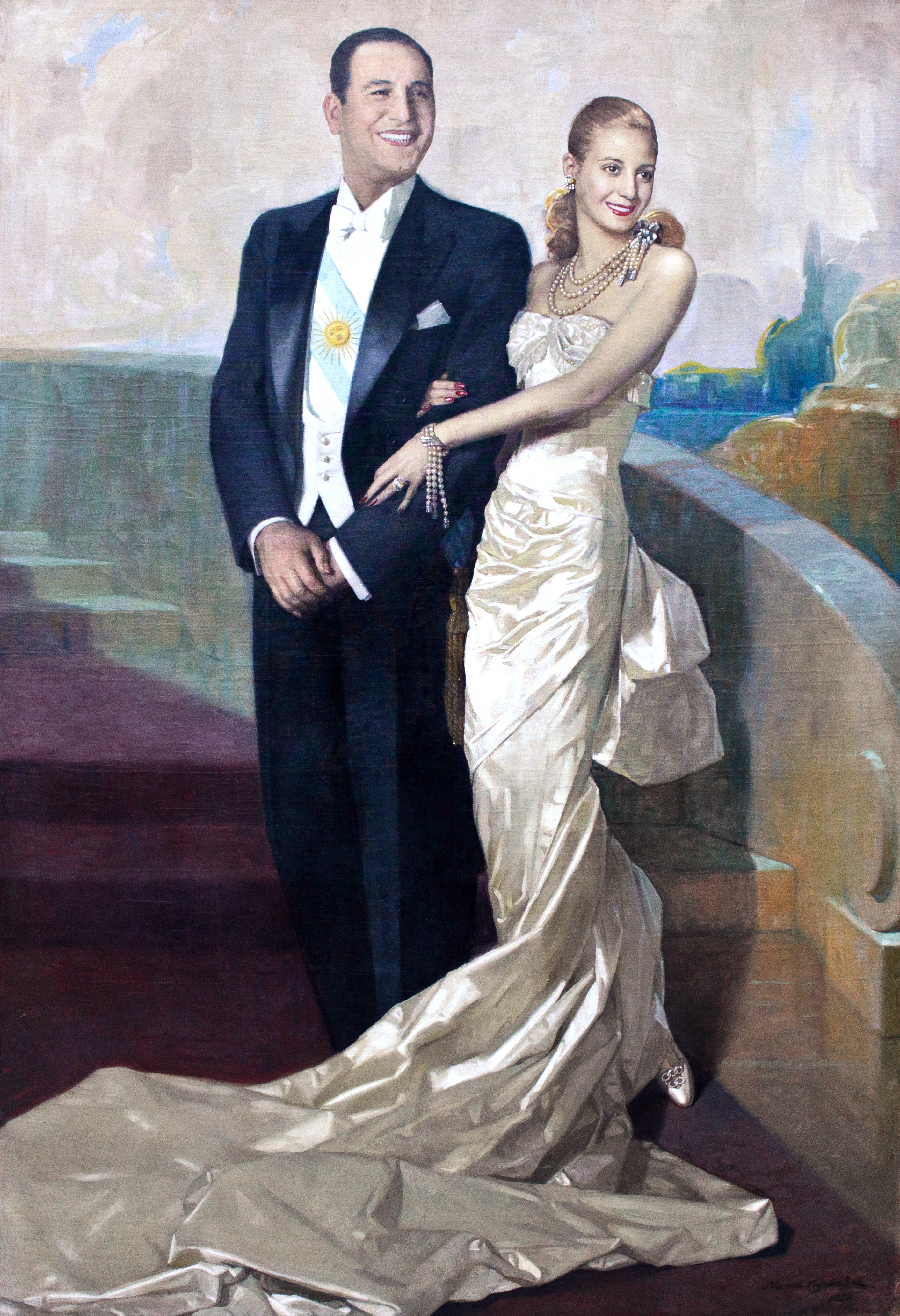
胡安·庇隆与其妻爱娃·庇隆1948年的官方总统画像

庇隆创造了被称为“庇隆主义”的左翼政治理念，并以此为宗旨创立了正义党。他将关键的工业与公共设施收归国有，提升了工资与工作环境，还清所有外债，并几乎实现了充分就业。他的妻子爱娃·庇隆发挥了核心的政治作用。1947年，她推动国会授予女性参政权，并为弱势群体带去空前的社会救济。1952年，她的早逝令视她为救星和偶像的无数国民为之哭泣。1951年，庇隆顺利获得连任，然而社會褔利的超支很快耗尽了二战带来的巨额外汇。经济下滑、腐败盛行、夫人光环的褪去，加上离婚法通过造成的其与天主教会之间的矛盾，使之逐渐失去执政基础。1955年，海军在刺杀总统的起事中轰炸了五月广场，几个月后，在军方政變中，庇隆被迫下台，流亡西班牙。
新任国家领导人佩德罗·尤金尼奥·阿兰布鲁主张“反庇隆主义”，并通过1956年第4161号法令宣布正义党违法，同时禁止相关示威活动，庇隆主义支持者有组织地转入地下。其后激进党的阿图罗·弗隆迪西赢得了之后的总统大选。他采取部分私有化和鼓励投资等措施，实现能源与工业自给自足，扭转了积重难返的贸易逆差，并解除了对正义党的党禁。正义党的复苏令军方不满，使其也因军方压力而被迫下台。参议院临时议长何塞·玛利亚·基多按照宪法继任权成为临时总统，正义党（庇隆主义）再度被禁止。1963年当选的阿图罗·伊利亚引领国家实现了全方位发展，但他将庇隆主义合法化的尝试失败，谋求军政府无限期统治的胡安·卡洛斯·翁加尼亚领导“阿根廷革命”，将他推翻。

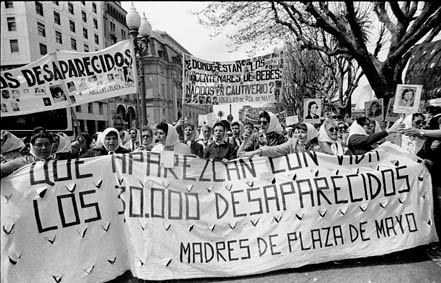
1982年底的一场游行中，五月广场母亲打出标语：“要失踪的三万人活着出现”；“在囚禁中出生的无数宝宝在哪里？”

翁加尼亚关闭国会，取缔所有政党，解散了学生会和工会。群众的不满导致哥多華和罗萨里奥发生了两场大规模抗议。城市游击队组织“蒙東内罗斯”绑架并谋杀了阿兰布鲁。亚历杭德罗·阿古斯丁·拉努塞将军为缓和局势，让胡安·庇隆的铁杆心腹埃克托尔·何塞·坎波拉成为总统候选人，坎波拉于1973年3月获选后为被定罪的游击队员颁布特赦，并为庇隆从西班牙回归铺平了道路。
庇隆回国当天，右派工会领导人与蒙托内罗斯左派青年之间的庇隆党派系矛盾导致了埃塞萨屠杀的发生。坎波拉辞职让路后，庇隆于1973年9月再次当选总统。他将蒙托内罗斯驱逐出党，使之再度成为秘密组织。为反抗该组织和人民革命军，何塞·洛佩斯·雷加组建了阿根廷反共聯盟。1974年庇隆病逝，他的第三位夫人伊莎贝尔由副总统接替其职务。她签署秘密法令镇压左翼势力，遏止人民革命军在图库曼省发动农民暴动的尝试。次年，在一路恶化的治安和经济形势中，缺乏执政经验的她被豪尔赫·拉斐尔·魏地拉罢黜。“国家重组进程”随之开始。
在这一进程中，国会被关闭，最高法院法官被免职，政党和工会遭禁，超过三万名游击队员嫌疑人及其同情者遭受到绑架、酷刑和秘密处决。至1976年底，蒙托内罗斯失去了将近两千名成员。人民革命军被彻底打垮。1979年，蒙托内罗斯绝地反击，旋灭。治安恢复，但军方导入外资的举措重创了国内产业。1982年，穷途末路的加尔铁里军政府孤注一掷，阿根廷入侵福克蘭群島，靠引燃民众的夺岛热望以回光返照。被引燃的还有福克蘭戰爭。两个月后，阿根廷败给英国，军政府权威扫地，国家就此向民主法治过渡。

### 民主化時期：1983年至今

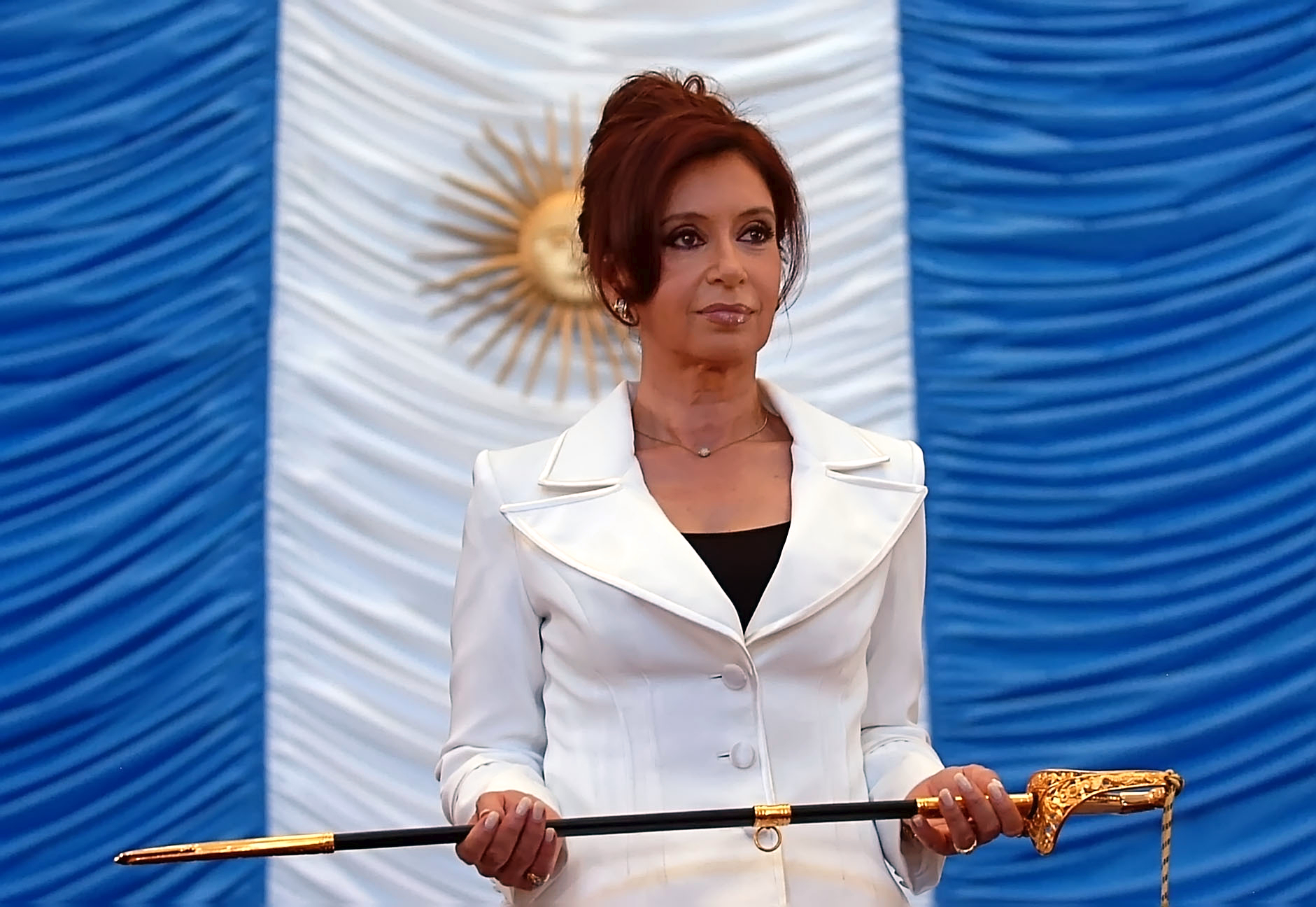
克里斯蒂娜·费尔南德斯·德基什内尔，阿根廷第一位由民主选举产生的女总统。

1983年，激进公民聯盟候选人劳尔·阿方辛当选总统，开始惩处在肮脏战争时期犯有反人类罪行的军人集团，军事法庭给所有政变领导人下了判决书。但在军方压力下，他也制定了停止追究法和义务服从法，停止检举指挥系统下层的军官。阿根廷同智利和巴西的关系得到修补，通货膨胀却更甚以往，人均收入一跌再跌。社会动荡和游行抗议迫使阿方辛提前辞职及舉行選舉。庇隆主義的正義党人卡洛斯·梅内姆在1989年的竞选中获胜，順利完成超過半個世紀以來，第一次和平的政黨輪替。
梅内姆上台后，一改過去正義黨及庇隆主義由政府干預市場的經濟政策，拥抱新自由主义：固定汇率、放开商业管制、实行私有化，并拆除贸易壁垒，暂时重振了经济。他赦免了阿方辛执政期间获刑的官员。1994年宪法修正案允许總統连任。好景不长，20世纪末的外国金融危机暴露出汇率缺乏弹性、严重依赖外资的弊端，引发了外资撤出、出口崩溃、大量企业破产的危局。费尔南多·德拉鲁阿领导的激进党在1999年选举中重夺执政权。
尽管危机开始恶化，德拉鲁阿依旧维持梅内姆的经济计划，民怨滋生。冻结银行存款以大规模的资本外逃为回应，产生新的动荡。2001年12月的暴乱迫使德拉鲁阿辞职。国会内部选举并任命爱德华多·杜阿尔德为临时代理总统，他废除了梅内姆设立的固定汇率体系。2002年底，危机开始缓解，而两名抗议者的身亡迫使他提前交权。
在之后提前举行的总统大选中，由左派庇隆主义正义党－胜利阵线候选人内斯托尔·基什内尔当选。
在内斯托尔·基什内尔的经济政策下，经济危机告终，显著的财政和贸易盈余得以实现，在危机中膨胀的贫困阶层向中产阶层过渡。在他的政策下，阿根廷偿清了国际货币基金组织的全部债务，废除了停止追究法和义务服从法，并恢复对人权纪录不良的军官的整肃。面对天文数字的违约债务，政府主导了两次债务重组。
基什内尔总统没有寻求连任，转而支持其妻，第一夫人及参议员克里斯蒂娜参选。克里斯蒂娜于2007年当选总统，并于2011年连任，但经济萧条、外汇管制、进口限制、通货膨胀、腐败及滥用职权、债务违约、干预司法系统独立性、内阁官员涉嫌走私毒品、选举期间捏造选票及贿赂选民并对抗议者暴力镇压，以及协助掩盖1994年犹太人文化中心爆炸事件真相的嫌疑，使她及其所属胜利阵线的支持率下滑至38.41%。
由于执政党正义党严重的贪污渎职问题，在2015年10月25日的第一轮总统及下议院选举中，胜利阵线失去了众议院中的26个席位，以及6个联邦省的省长席位。同年11月22日举行的第二轮总统大选中，反对派領袖、共和党领导人毛里西奥·马克里赢得总统大选，此后胜利阵线利用在政府改届前的时间，于众议院争取到法定人数后，在5分钟内通过了超过100条法律，成为又一丑闻。2015年12月10日午夜0时，克里斯蒂娜任期结束，在其支持者的欢呼声中，搭乘直升机离开玫瑰宫结束了12年的基什内尔时代，她的支持者组织(La Cámpora)以及她无视宪法和司法系统的作风，让胜利阵线内部出现了裂痕，并让她背负上了骂名。多年来备受争议的正义党所奉行的左派民粹庇隆主义，也被指责为是“以国家财政支付无收入者以换取选票”的独裁行为。
毛里西奥·马克里于2015年12月10日宣誓就职，开启了阿根廷现代民主的新篇章。在就职前，马克里许诺将给予司法系统完整的独立性，因此得到了最高法院法官的一致支持。在其后上任前的准备中，改变了现有内阁设定，拆分经济和内政部，内阁成员多毕业于国内私立或外国著名大学，并将个人财产交给信托基金并提供透明化信息，以及开始修复被克里斯蒂娜破坏的与各大发达民主国家之间的关系，并主导对贪污“零容忍”的政策，缩减公共开支，裁减在基什内尔时代大量雇佣的公务员，并提升能源及交通费的价格。2016年3月23日凌晨，美国总统巴拉克·欧巴马抵达阿根廷，开始为期两天的国事访问，借此对马克里总统表示支持，此举亦是自1997年之后近20年来时任美国总统对阿根廷的首次官方访问。4月22日，在参众两院的通过下，开始支付给债权人，阿根廷15年来正式脱离债务违约。
2019年，正義黨的阿爾韋托·費南德茲繼任總統，並制定任務解決威脅到17％人口的飢餓加劇問題、和國際貨幣基金組織重新談判毛里西奧·馬克里執政期間雙方簽訂的外債協議、經濟增長的復甦、通過首要目標為公司和民眾債務減少的「緊急團結（solidaridad en la emergencia）」計劃等等。但由於其不信任經濟計劃，以東拼西湊的形式處理經濟問題，在政府赤字岌岌可危的情況下仍執意推出了「橋樑計劃」，加上全球經濟衰減，阿根廷經濟持續衰落，2022年11月的消費者物價指數更高達92.4%年增幅，近40%的阿根廷人生活在貧困之中。
2023年4月，总统阿尔韦托·费尔南德斯宣布，他不会在下一届总统选举中寻求连任。2023年11月19日选举的决选投票以自由意志主义局外人哈维尔·米莱以接近56%的选票战胜执政联盟候选人塞尔吉奥·马萨的44%而告终 。2023年12月10日，哈维尔·米莱宣誓就任阿根廷新总统。

## 地理

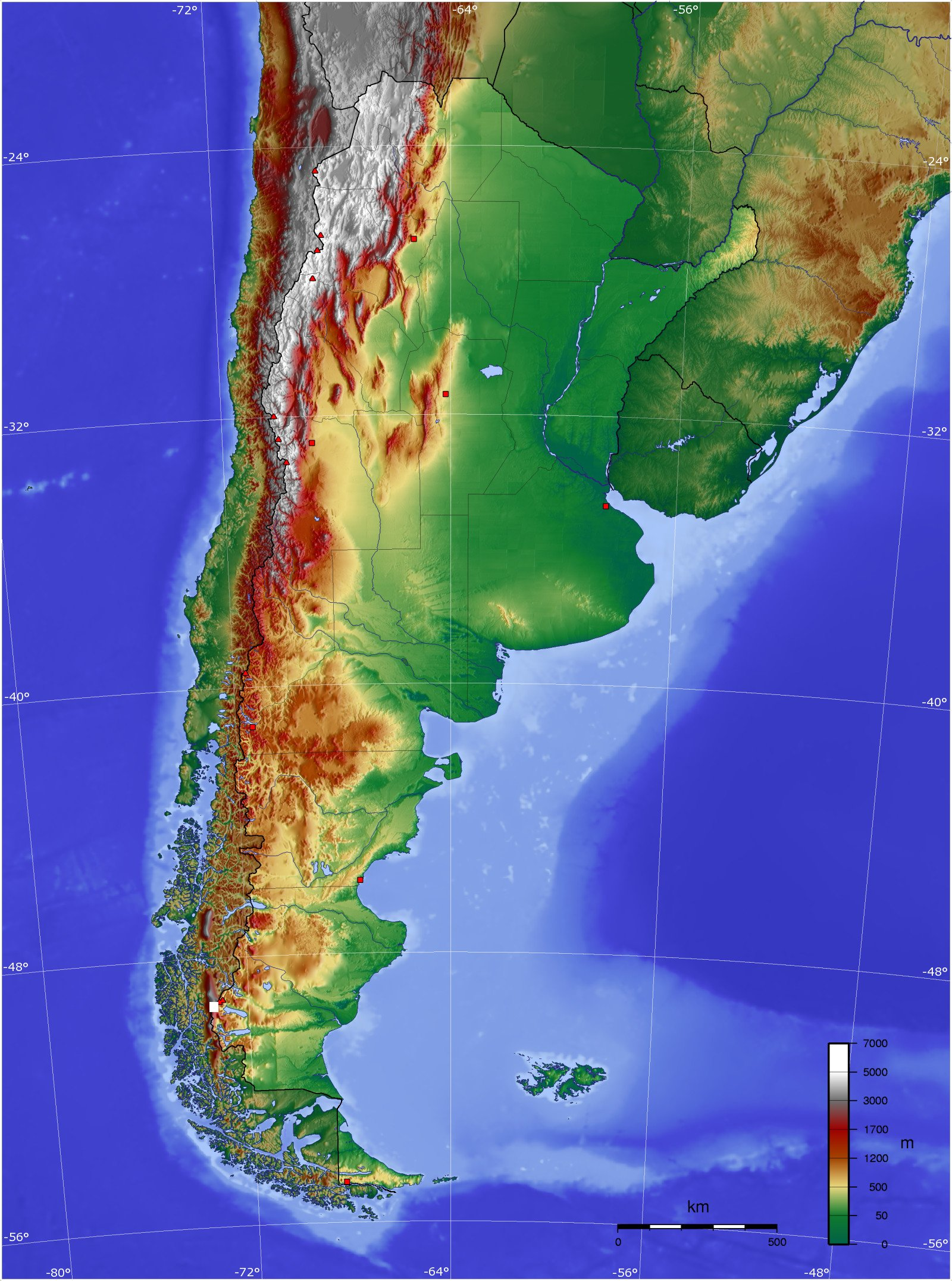
阿根廷地形

阿根廷拥有2,780,400平方公里的国土面積，位于南美洲南部，西与智利以安第斯山脉为界，北邻玻利维亚与巴拉圭，东北与巴西接壤，东临乌拉圭与南大西洋， 南濒德雷克海峡。陆地边界全长9,376公里，拉普拉塔河口与大西洋上的海上边界全长5,117公里。
阿根廷最高点为门多萨省的阿空加瓜山，海拔6959米，它也是南半球和西半球最高点。
最低点位于圣克鲁斯省圣胡利安洼地中的炭湖，低于海平面105米，也是南半球和西半球最低点，世界第七低点。
国土最北端位于胡胡伊省圣胡安格兰德河与莫西内特河交汇处，最南端是火地省的圣皮奥角；最东端位于东北部米西奥内斯省贝尔纳多-德伊里戈延市区，最西端在圣克鲁斯省冰川国家公园之内。最大南北距离为3,694公里，纬度范围为南纬22度至南纬54度，最大东西距离为1,423公里，经度范围为西经73度至西经53度。
最主要的河流有巴拉那河、烏拉圭河（汇入拉普拉塔河）、巴拉圭河、薩拉多河、內格羅河、聖克魯斯河、皮科马约河、貝爾梅霍河和科罗拉多河。河水最终都归向阿根廷海，这是一个浅海，处于异常宽阔的阿根廷大陆架之上。影响该水域的两个主要洋流是巴西暖流和福克兰寒流。

### 地区
阿根廷分为七个地理区域：
- 西北地区，安第斯高原在此区域的最西部延续，地势高而崎岖；[116]中西部干旱的“前山脉”中布满了峡谷沟壑；[117]多山的东部覆盖着永加斯云雾森林的延伸部分。[117]
- 美索不达米亚，为巴拉那河与乌拉圭河之间的亚热带低地，向南楔入潘帕斯草原，向东北伸入巴拉那高原。[111]
- 格兰查科，属亚热带和热带气候，是一個低洼、平缓的冲积平原，[118]位于美索不达米亚与安第斯山之间。
- 潘佩阿納斯山脈，为中部一系列中等高度的山链。[119]
- 库约，位于国家西部、安第斯山脉东麓，由盆地和山岭组成。[118]
- 潘帕斯草原，为辽阔、肥沃的冲积平原，由东海岸延展至中部。[120][111]
- 巴塔哥尼亞，为南方一个宽广的高原，主要由东部干燥多岩的干草原、[111]南部湿冷的草原和西部茂密的亚南极森林组成。[121]

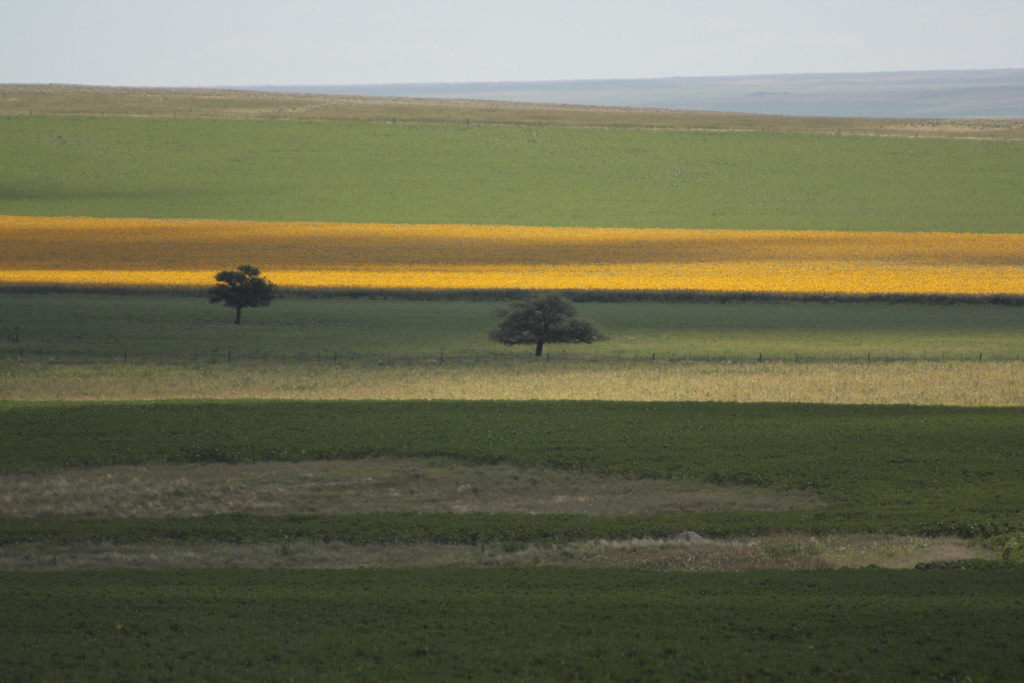
潘帕斯草原
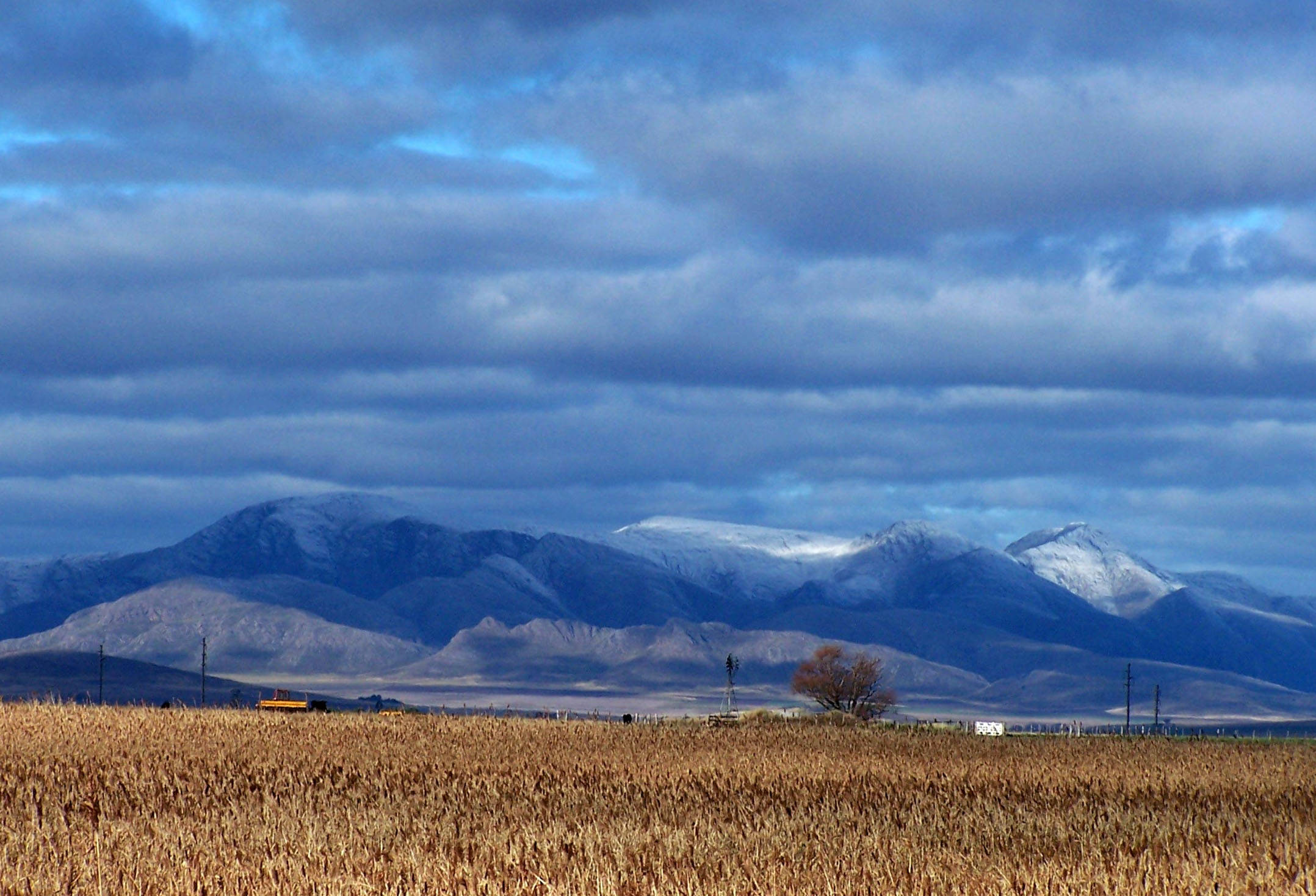
潘佩阿納斯山脈
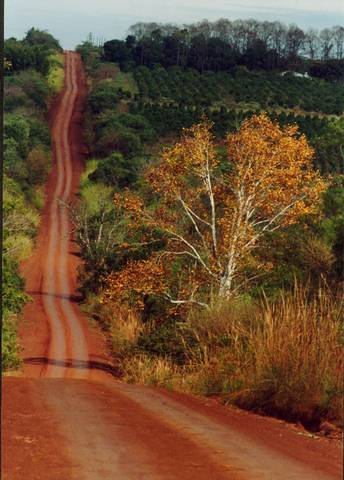
美索不达米亚
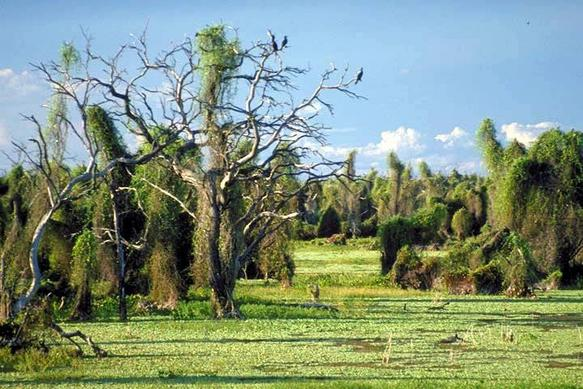
格兰查科
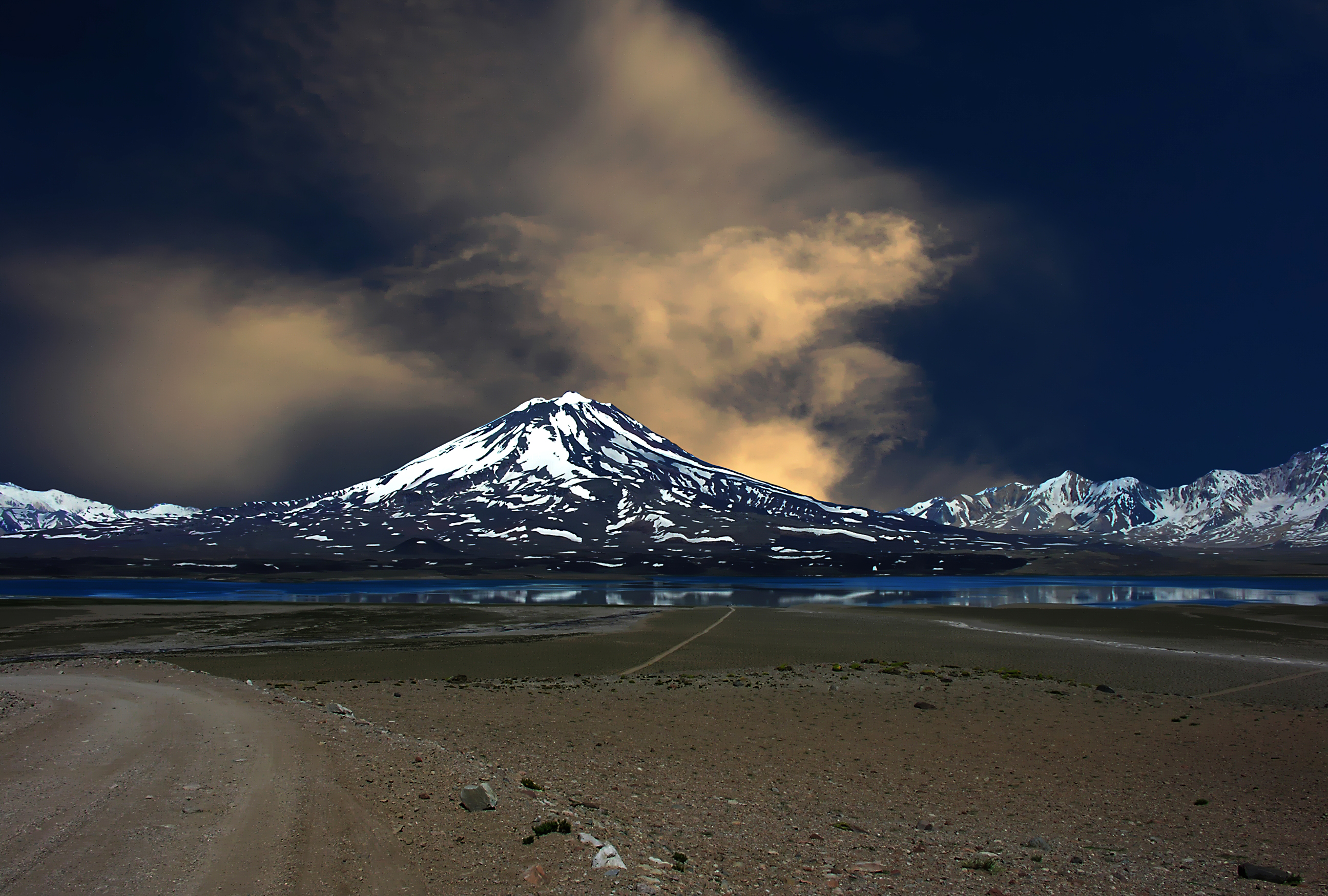
库约
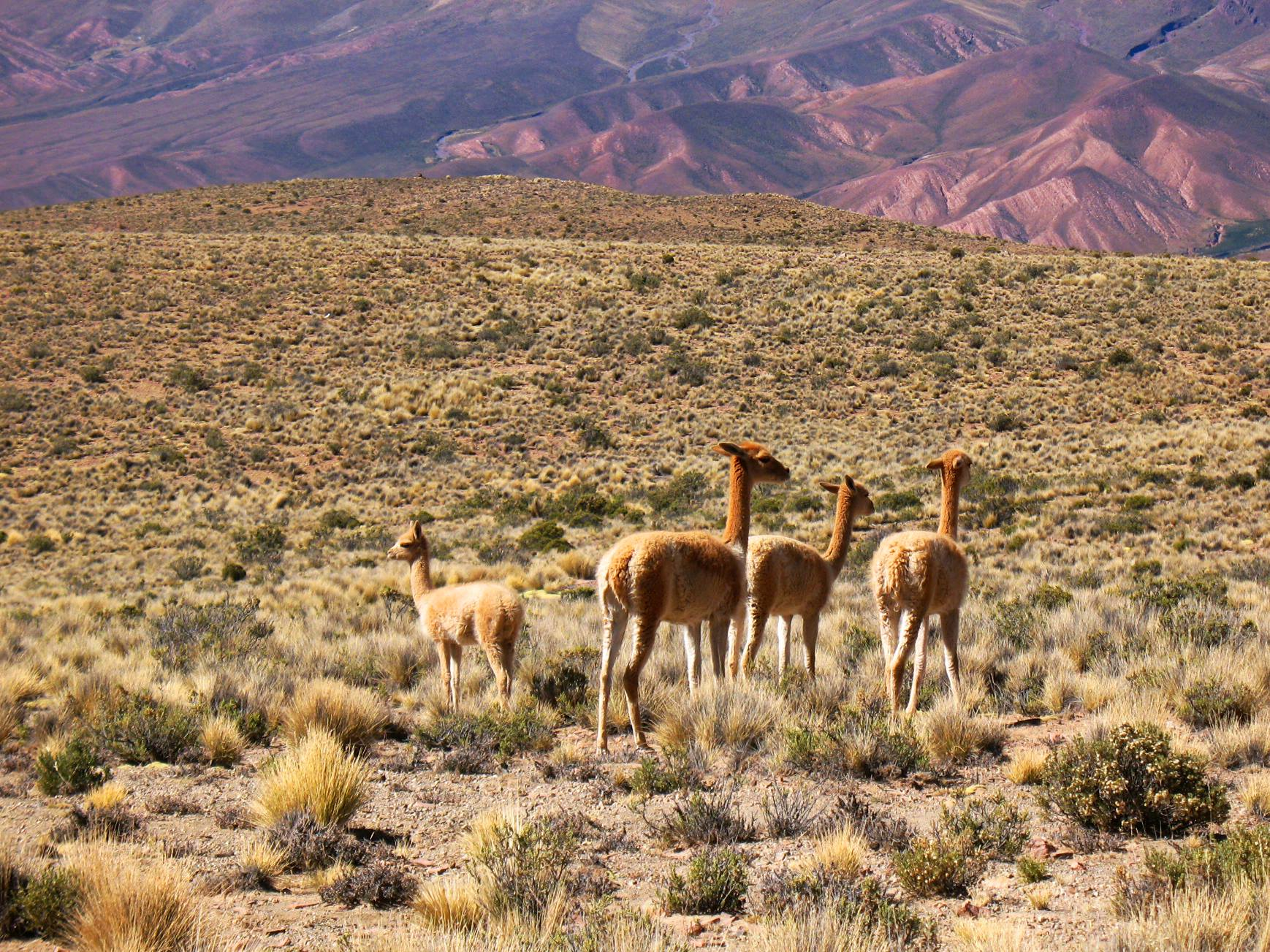
安第斯高原西北部
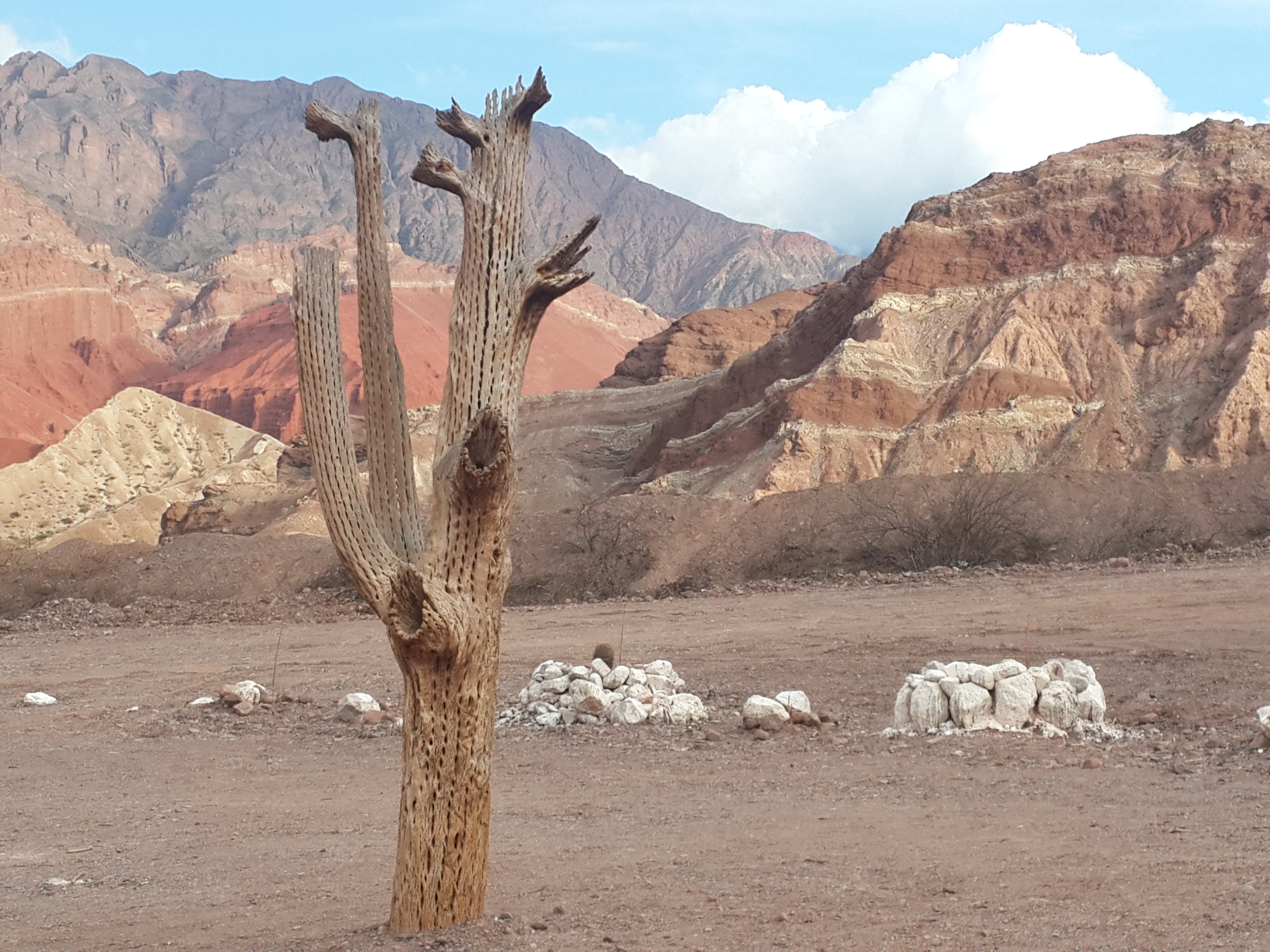
卡尔查基山谷（英语：Calchaquí Valleys）西北部
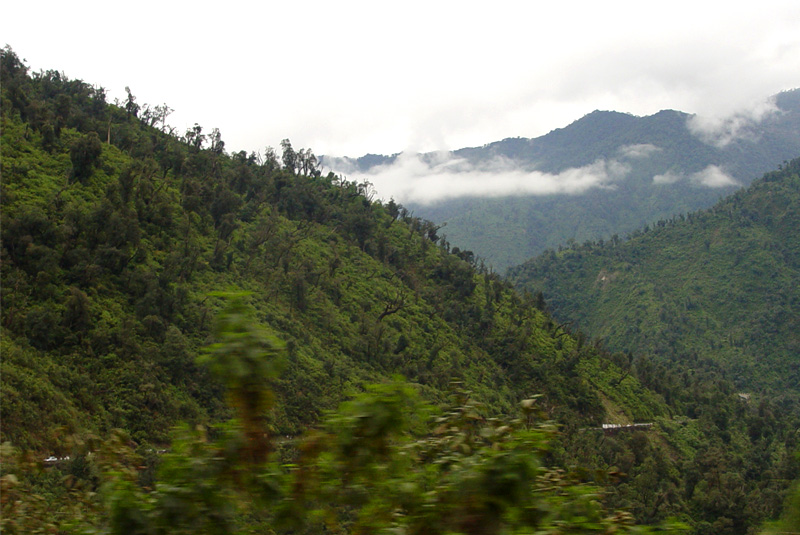
永加斯西北部
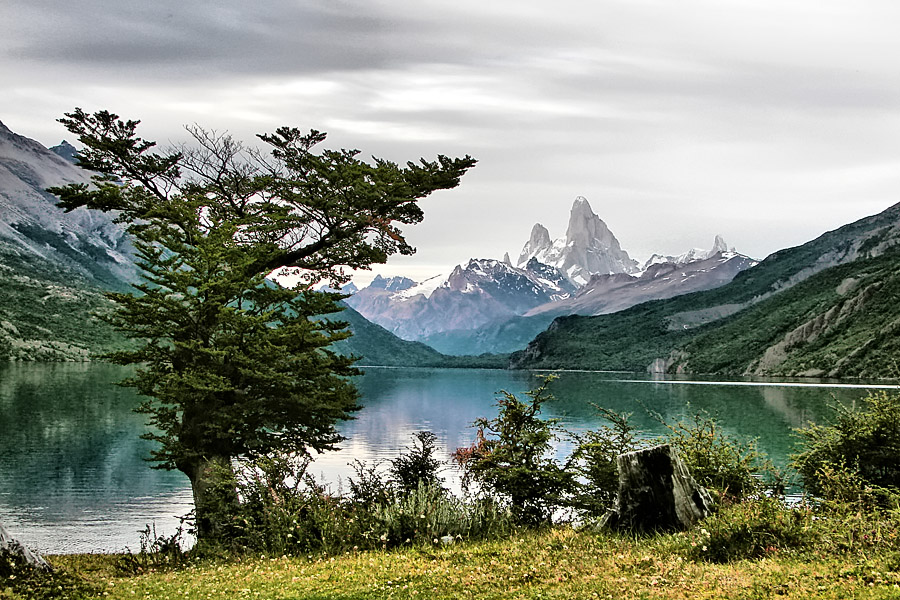
西巴塔哥尼亞
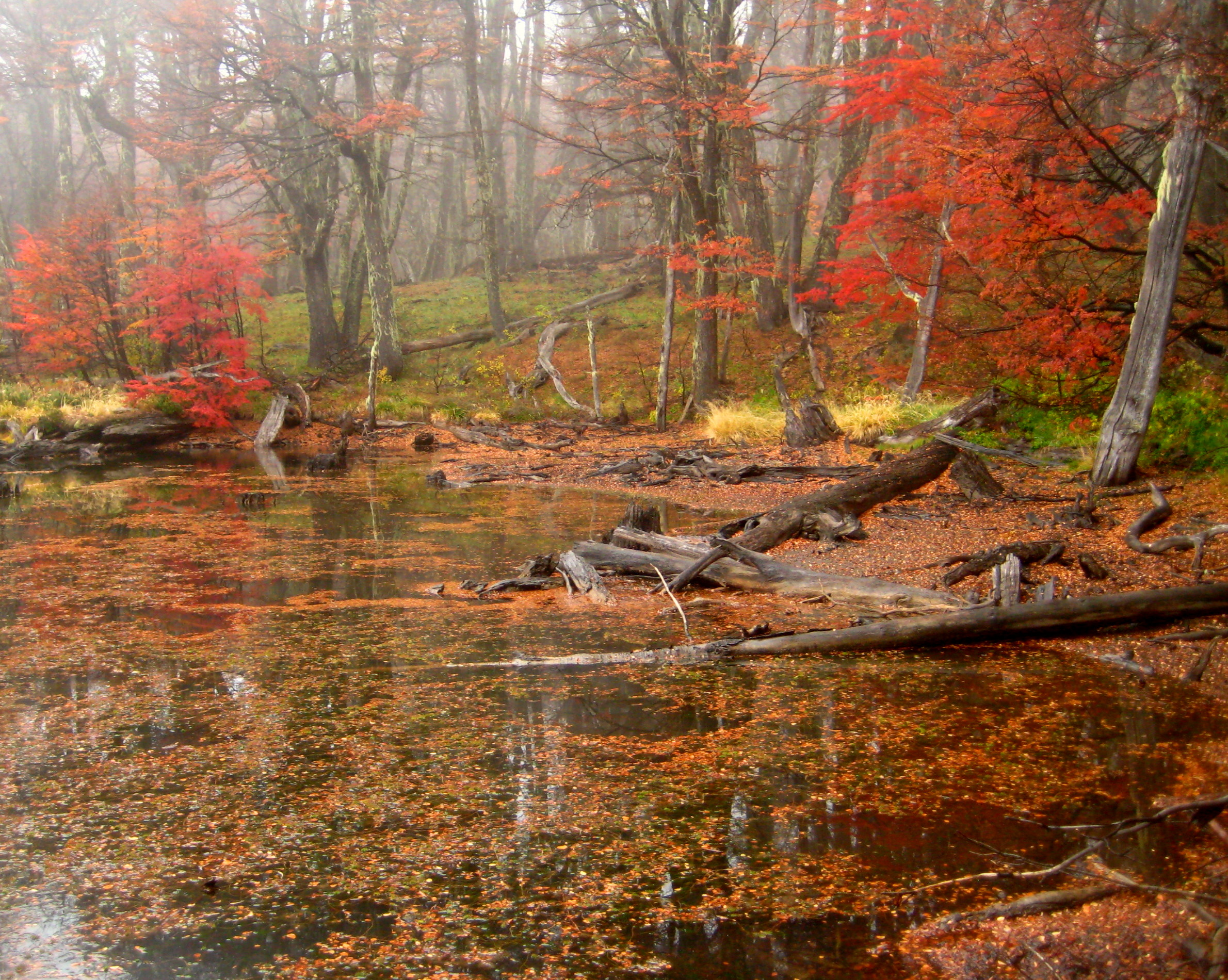
东巴塔哥尼亚

### 气候
除了集中了全国大部分人口的亚热带和温带地区，阿根廷也有着北端的热带气候和大陆南端的副极地气候，气候模式大致遵循地理区域区分：
- 西北地区的气候多种多样，雨量由北到南、由东到西递减：[114]临近安第斯山的干旱高原，寒冷而温差大，夜晚气温常降至冰点以下。[114]东部的永加斯位于炎热潮湿的热带。[123]
- 美索不达米亚大部处于亚热带，北部为热带。气候由湿热多雨的北部[124]向温和而半湿润的南部过渡。[125]
- 格兰查科具有酷热的亚热带和热带气候，查科省的里瓦达维亚保持着49℃的南美最高气温记录。[126]潮湿的夏季伴随大量季节性降水，[125]冬季较为干燥。[127]
- 库约的气候大体温和，山区有着高山气候，一年中许多时候气温低于冰点。[128]
- 潘帕斯草原和潘佩阿纳斯山脉气候温和，夏季炎热，风暴多发，冬季凉爽。东部较为湿润。[129]
- 巴塔哥尼亚的降水量自西向东剧减。[130]此地时常狂风大作。夏季较为温和，[114]严寒的冬季伴随着大雪和霜冻，[131][114]山区更是如此。丘布特省的萨米恩托镇保持着-27.22℃的南美最低气温记录。[132]

潘佩罗冷风是一种主要的地方性风，吹越巴塔哥尼亚与潘帕斯草原。在冷鋒过后，暖气流会在冬季中后期从北方涌来，制造出温和的天气。带雨的东南风通常会缓和寒冷天气，但也会带来暴雨、狂涛和沿海的洪水，在晚秋和冬季的中部海岸与拉普拉塔河口很常见。佐达风是一种干热风，影响库约和潘帕斯草原中部，在从安第斯山脉六千米高处下沉的过程中失去所有水分。佐达风的阵风风速可高达每小时120公里，可能助燃野火，造成灾害。在刮佐达风的六月至十一月，被称为“白风”的暴风雪常会影响海拔较高地区。

### 生态
阿根廷是生物多樣性大国，拥有种类齐全的海陆生态系统，有记录动植物物种数相当之大，包括9,372种维管植物（数量居世界第24）、1,038种鸟类（世界第14）、375种陆生哺乳动物（世界第12）、338种爬行动物（世界第16）和162种两栖动物（世界第19）。
其中有529种脊椎动物和至少240种植物为受威脅物種。这主要是由于农业用地占据自然土地以及森林開伐，也部分归因于工业化、城市化和越来越多的入侵物种。阿根廷森林覆盖率呈下降趋势，2010年为10.7%。
阿根廷也是生物承載力第九大国。截至2013年，该国的自然保护区网络包括了299个陆地保护区（占国土面积的6.3%）、21个湿地保护区和11个生物圈保护区，涉及国内24个生態區的大部分。

## 法律与政治
《阿根廷宪法》是国家的最高法，其规定了阿根廷是联邦共和制和代议民主制国家。政府受宪法规定的三权分立系统约束。政府所在地为布宜诺斯艾利斯市，即宪法中规定由国会指定的首都。普通选举遵循平等、匿名和强制原则。
联邦政府由三个分支组成：
- 立法机构：兩院制议会由参议院和众议院组成，负责制定联邦法律（英语：Federal law）、宣战、批准条约，并以税收预算审查权和对政府官员的弹劾权制衡政府。[143]
  - 众议院代表各联邦区的人民，由257名众议员（Diputado）组成，任期四年，议事法定人数为129人。[144]席位根据十年一度的普查结果，按各联邦省每三万三千人（且余数不少于一万六千五百人）一名众议员的比例分配。[145]2016年有十个省只有五名众议员，而人口最多的布宜诺斯艾利斯省有70名代表。每两年改选二分之一的席位，无连任限制。
  - 参议院代表各省及联邦特区，由72名参议员（Senador）组成，任期六年，议事法定人数为37人，每个省及联邦特区拥有三个议席。每两年改选一个席位，无连任限制。[146]由各党派提名的候选人中，女性至少须占三分之一。
- 行政机构：总统是阿根廷共和国的国家元首、政府首脑和三军統帥，可在法案通过两院后的10个工作日之内将之否决，否则逾期将自动生效；如果法案在两院皆获得超过三分之二的赞成票，亦可被强制执行。[147]总统负责任命内阁成员（Ministro）以及其他制定或执行联邦法律与政策的官员及驻外大使；内阁成员由总统直接任命，由其幕僚长（Jefe de Gabinete）协调工作，其余官员的任命需经国会投票通过。[148]总统通过民主直接选举产生，每届任期四年，可连选连任一次。[149]
- 司法机构：最高法院和下级的联邦法院（英语：Argentine law）负责司法解释，并推翻经其裁决违宪的法案。[140]司法权独立于行政权和立法权。最高法院目前由五名大法官组成，人数由国会变更。[150]大法官为终身职位，由总统经参议院批准任命。下级法院法官由地方法官委员会（由法官、律师和专家组成）提名，由总统任命，参议院批准。[151]根据1998年宪法修订第120条，司法系统下设检察部（Ministerio Público），将之前的公诉部（Ministerio Público Fiscal）与公设辩护部（Ministerio Público de la Defensa）合并，并保留原划分。由检察总长（Procurador General de la Nación）及辩护总长（Defensor General de la Nación）领导，其由总统提名，国会投票通过。因此与美国等其它三权分立国家不同，阿根廷的检察官属于司法系统（行政系统下仍有司法部长一职）。

### 法律
阿根廷法律系统属于欧陆法系。法律系统以阿根廷宪法为根本，分为公法和私法两大系统；在公法判决中，已有三个联邦省先后引入陪审制，其余省份则由三名法官组成，由一名主审，并与其余两名共同判决。各个联邦省根据各自的宪法设立各自的民事和刑事诉讼法典，以及法律执行法典（除首都特区外，其普通司法系统由联邦司法系统执行）。

#### 宪法
阿根廷宪法是在阿根廷现行法律的主要来源之一。它的最初版本写于1853年的圣菲制宪大会，部分基础条文借鉴于美国宪法。随后于1860年，1866年，1898年，1949年，1957年（主要重置了在1949年进行的修订）进行修订，而现行版本是为1994年的修订版。

### 行政区划
阿根廷是由23个省和和布宜诺斯艾利斯自治市组成的联邦。各联邦省以人口密度为准则，根据行政目的再进行划分，布宜诺斯艾利斯省分为135县（Partido），其余22省则以郡（Departamento）划分，再各自设立市长（Intendente，亦有地区称Presidente）；各省会依据情况再对地区进行不同的行政区划。首都布宜诺斯艾利斯市下设48个邻区（Barrio）并在1996年联邦首都宪法及第1777号修订案下，将48个邻区在保留各自划分的基础下联合为15个城区（Comuna）并以数字命名，以此15城区作为首都的最小行政区划加以管理；设立区委员会（Junta Comunal），由七名委员会成员（Miembro Junta Comunal或Comunero）组成，并由其中一人任主席；其产生于每四年的首都市长选举，在选举列表中一同列出。
各省掌握所有未委托联邦政府行使的权力，必须实行共和政体，不得违反联邦宪法。除此之外，它们完全自治：它们制订自己的宪法，自由组织当地政府，且拥有并管理自己的自然资源和财政资源。在阿根廷全部23省及联邦首都中，布宜诺斯艾利斯省、卡塔马卡省、科连特斯省、恩特雷里奥斯省、门多萨省、萨尔塔省、圣路易省以及圣菲省八省拥有两院制议会，其余十五省和联邦首都均为一院制议会。
独立战争期间，主要城市及其外围地区成为各省，但仍受到旧有的地方政务会的干预。最初的十三个省在1920年代的无政府状态中定型。1834年，胡胡伊脱离萨尔塔省，成为第十四个省。在退出邦联十年后，布宜诺斯艾利斯接受了阿根廷1853年宪法，并于1880年成为联邦领土。
1862年的一项法律规定，当时归联邦控制但在各省边界以外的领土为国家领土。1884年，在这些领土上成立了米西奥内斯、福尔摩沙、查科、拉潘帕、内乌肯、里奥内格罗、丘布特、圣克鲁斯和火地岛等省的政府。1900年，阿根廷在与智利签订边界协议后设立了安第斯国家领地，这片领土于1943年被分入胡胡伊、萨尔塔和卡塔马卡三省。拉潘帕和查科于1951年建省，米西奥内斯于1953年建省，福尔摩沙、内乌肯、里奥内格罗、丘布特和圣克鲁斯于1955年建省。1990年，在最后的国土火地岛上成立了火地岛、南极与南大西洋诸岛省。

### 选举
普通選舉遵循平等、匿名和强制原则。所有18岁（16岁可以参与选举，但并不强制）以上、65岁以下在阿根廷国内其归属居住地的公民必须参加投票，在海外的阿根廷公民可以凭其意愿前往使领馆进行投票。目前仅有联邦首都以及萨尔塔省的本地投票采用电子投票方式。

#### 总统选举
阿根廷总统大选每四年（自2007年起）于十月的最后一个星期天举行一次。根据1994年宪法修正案，每个政党的最终候选人在同年八月的全国总统初选（P.A.S.O，全称Elecciones Primarias, Abiertas, Simultáneas y Obligatorias，意为初步公开同步义务选举）中决定（初選得票超過1.5%才能進入選舉）；如果总统选举中，第一名候选人未获得超过45%的有效选票，或未获得超过40%有效选票并超过第二名候选人10%，将会在十一月的第四个星期天举行第二轮选举（Balotaje，源于法语），第二轮选举仅限于第一轮的前两名候选人之间。

#### 联邦地区领导人选举
各个联邦地区的选举时间大致与总统选举时间接近，或同时进行。同样为义务投票，但根据各联邦地区当地宪法的不同，只有部分联邦地区有领导人初选或第二轮投票。

#### 议员选举
阿根廷众议院的议员人数按照相应联邦省人口占全国人口的比例分配，由于人口密集地区每次改选人数较多，因此众议院选举采用汉狄法投票按比例选举；参议员固定为每个联邦省及联邦特区3人，每次仅改选一人，因此参议员选举均采用直接选举的方式。

### 外交

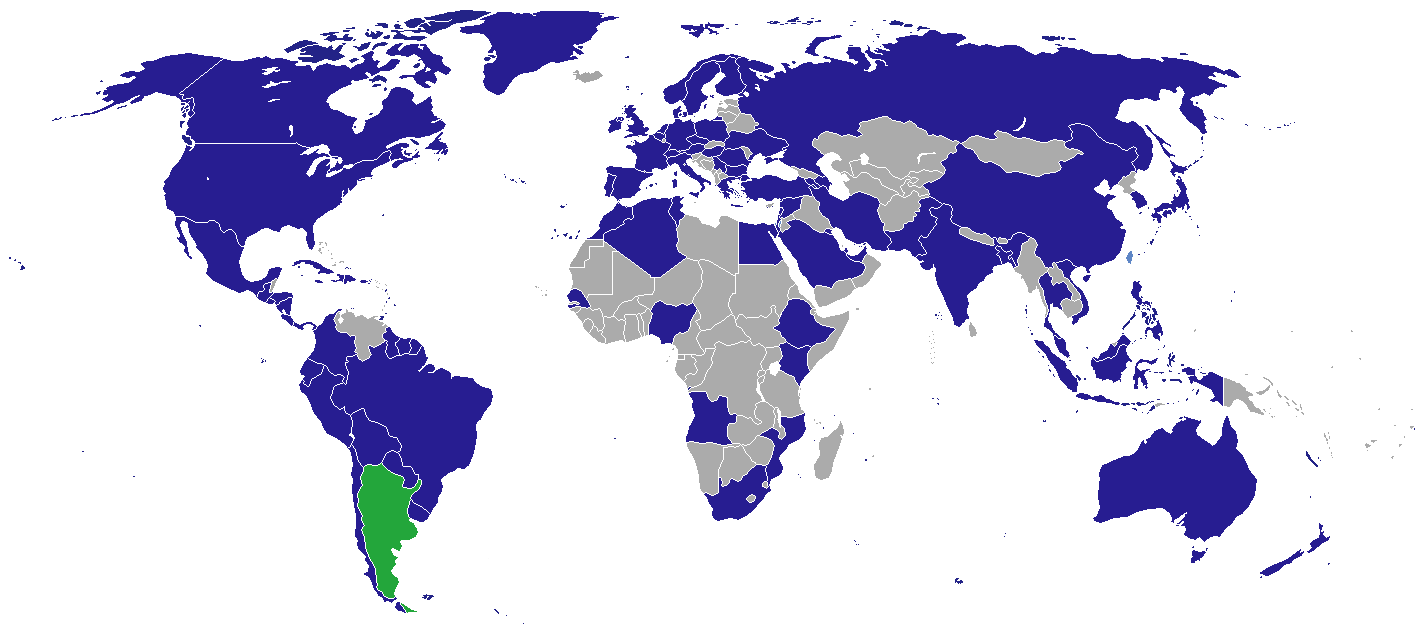
阿根廷
驻有阿根廷外交使团的国家
未驻有阿根廷外交使团的国家

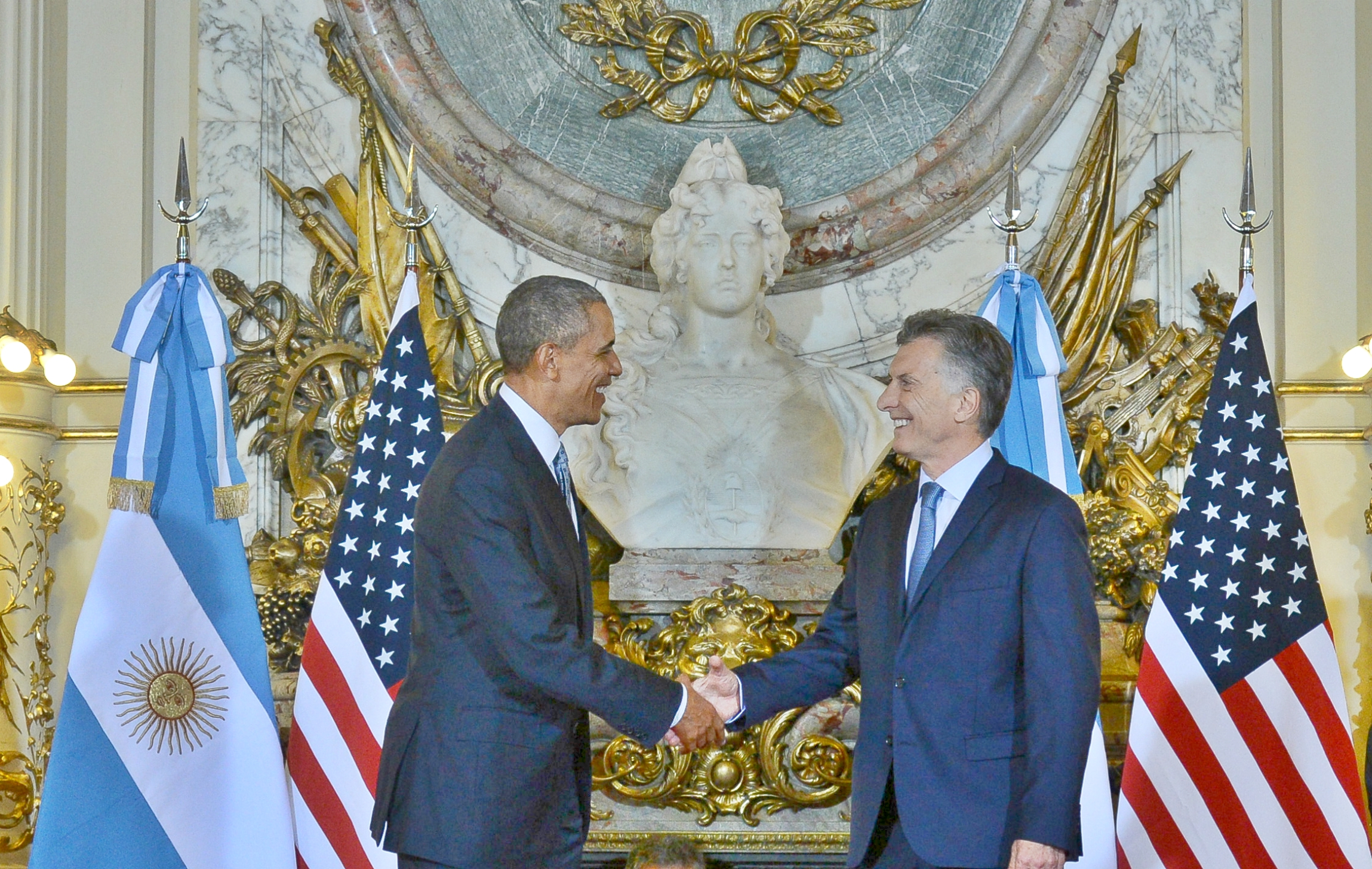
毛里西奥·马克里在玫瑰宫会见到访阿根廷的巴拉克·奥巴马

阿根廷外交政策由总统内阁的外交部执行，由外交部长（Canciller）负责。
作为历来的中等強國，阿根廷外交政策的指导原则是不干预主义、维护人权与自决权、国际主义、裁军与和平解决冲突。阿根廷也是15国集团与20國集團成员国，联合国、世界銀行集團、世界贸易组织和美洲国家组织创始国之一。2012年，阿根廷再次获选，得到为期两年的联合国安全理事会非常任理事国席位，并持续在海地、塞浦路斯、西撒哈拉和中东参与主要的维和行动。
自2002年起，该国在拉美一体化进程中起到了关键作用。作为拉丁美洲和南锥体重要的地域大国，阿根廷参与创建了伊比利亚美洲国家组织、拉美及加勒比国家共同体和南美洲国家联盟，前总统内斯托尔·基什内尔是首任南美洲国家联盟秘书长。阿根廷是南方共同市場的核心成员，该组织有一些超国家的立法功能。巴西、巴拉圭、乌拉圭和委內瑞拉是组织内的伙伴。
阿根廷主张对南极洲的965,597平方公里区域拥有主权，并拥有该地最早且延续至今的建筑，自1904年起，智利和英国的声索范围与之重叠，这些主张都不符合1961的南极条约体系，而阿根廷是该条约的签署国和协商国。南极条约秘书处总部位于布宜诺斯艾利斯。
阿根廷对马尔维纳斯群岛（英国称福克兰群岛）与南乔治亚岛和南桑威奇群岛等英国管治的海外领土有主权争议。

### 軍事

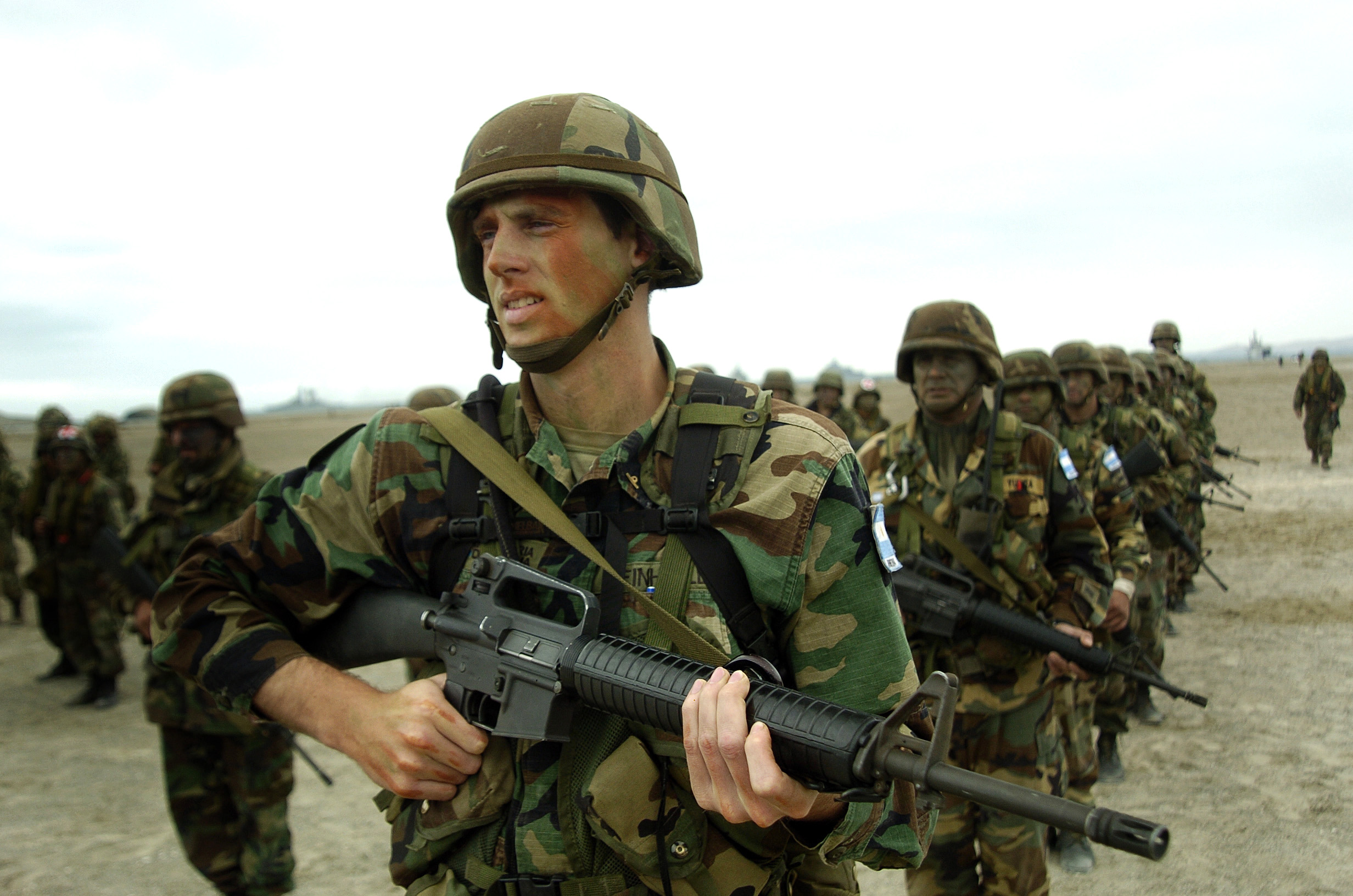
阿根廷海军陆战队在UNITAS联合军演期间参加两栖攻击演习。

总统拥有阿根廷陸海空三軍最高统帅的头衔，宪法将国防与内部安保系统严格区分：
- 国防系统（英语：Argentine defense industry）为联邦政府独家负责，[178]隶属国防部调度，由陆军（英语：Argentine Army）、海军和空军组成。[179]国会通过国防委员会负责授权与监督，[180][181]正当防卫是军队的基本原则：击退任何外来军事侵略以保障人民自由、国家主权与领土完整。[181]它的次要任务是在联合国框架内履行多国军事行动、参与国内支援任务、协助友好国家和建立次区域防御系统。[181]

阿根廷实行志愿役，服役年龄限制在18岁至24岁之间，无征兵制，但国家保留征兵权利。阿根廷军队的历来是区域内装备最精良的国家之一，管理着自己的武器研究设施、造船厂、军械库，以及弹药、坦克与飞机制造厂。然而1981年后军事开支逐步下降，2011年国防预算低至国内生产总值的约0.74%，为历史最低水平，低于拉丁美洲平均水平。
- 国内安保系统（英语：Argentine Interior Security System）由联邦及其各省政府共同管理。[177]在联邦一级它由内政部、阿根廷共和国安全部和司法部（英语：Ministry of Justice (Argentina)）协调，由国会监督。[177]执行方是联邦警察（英语：Argentine Federal Police）、履行海岸巡防隊职责的海岸警卫队，执行边境管制任务的国民警卫队和机场安全警察（英语：Airport Security Police）。[185]各联邦省拥有其自己的安全部门和警察部门，联邦首都拥有首都警察（英语：Buenos Aires Metropolitan Police），它们会在跨联邦地区的犯罪事件中与联邦警察合作。[177]根据宪法，阿根廷军队不能在国内进行军事行动，所以国民警卫队和海岸警卫队负责介入国内的严重纷争，如大选的安保工作、乡间的治安维护和协助各地警察打击走私、毒品和国内恐怖主义。
- 国家情报系统负责情报工作，主要情报部门为联邦情报局（Agencia Federal de Inteligencia）（前身为国家情报处（SIDE）后改称情报秘书处（SI），于2015年1月26日受27,126号法令改组为AFI），直接隶属于总统，并由其任命的情报局长（Director General de la Agencia Federal de Inteligencia de Argentina）管理；此外，还有如公诉部（Ministerio Público Fiscal）下辖的司法监控局（Dirección de Observaciones Judiciales）、通讯拦截与监听部（Departamento de Intercepción y Captación de las Comunicaciones），司法与人权部（Ministro de Justicia y Derechos Humanos）下辖的反腐败办公室（Oficina Anticorrupción），国防部（Ministerio de Defensa）的国家军事战略情报局（Dirección Nacional de Inteligencia Estratégica Militar），安全部（Ministerio de Seguridad）的国家犯罪情报局（Dirección Nacional de Inteligencia Criminal）、国民警卫队情报处（Inteligencia de la Gendarmería Nacional）等。

## 经济
阿根廷是拉美第三大经济体，得益于丰富的自然资源、高文化修养的人民、对外开放政策和多元工业体系。它有着“极高”等级的人类发展指数和较接近发达水平的人均国内生产总值，具有规模相当大的国内市场和增长中的高科技产业份额。 2014年阿根廷总出口额为719.35亿美元，总进口额为652.49亿美元，出口伙伴前五位依次为巴西、欧盟、中国、美国和智利，进口伙伴前五位依次为巴西、欧盟、中国、美国和玻利维亚。
作为一个新兴市场国家和发展中大国，阿根廷加入了20國集團。然而，随着经济高度增长和严重下挫的交替，其跌宕起伏的经济史中也有着收入分配不均和贫困加剧的问题。20世纪早期，阿根廷一度发展成为世界第七富有的国家。直到20世纪中叶它仍是第十五大经济体，但不稳定的经济政策、过低的储蓄率和落后的国际竞争力将它拖入中高收入国家的行列中。
高通货膨胀是阿根廷经济数十年的顽疾。2013年的官方通胀率为10.2%，而民间估计值为25%，引发对于操纵统计数据的舆论热议。收入分配不均问题从2002年起得到改善，位列“中等”级别的基尼系数低于多数拉美国家，但贫富差距依然明显。
虽然大部分债务已经得到解决，但在2014年7月31日美国法官判决阿根廷全额偿还“秃鹫基金”于2001年阿根廷债务违约后购买的违约债券之后，该国再次遭遇债务危机。而在透明国际2012年度貪污感知指數中，阿根廷在178个国家中位列第102。

### 工农业

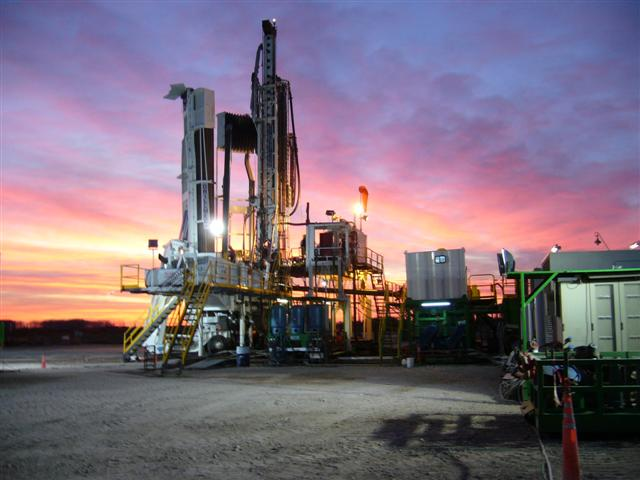
位于里奥内格罗省罗卡将军市的YPF石油钻井平台

2012年，制造业占国内生产总值的20.3%，为国民经济中第一大生产部门，与阿根廷农业紧密联系，工业品出口的一半与农业有关联。2011年该国生产增长率为6.5%，工业园区于2013年达到314个，在稳定发展工业园区网络中，阿根廷已建立起门类较齐全的工业体系。
2012年，该国产值领先的行业有食品、饮料与烟草产品加工；机动车及机动车零配件；纺织与制革、炼油与生物柴油；化学与制药；炼钢、炼铝与冶铁；工农业机械；家用电器与家具；塑料与轮胎；玻璃与水泥，以及记录与印刷设备等。另外，阿根廷长期以来是葡萄酒全球五大生产国之一。2000年啤酒在产量上超越了葡萄酒，如今年产量接近20亿升。
科尔多瓦是阿根廷最大的工业中心，拥有重要的金属加工业和机动车及其零配件制造业。较次要的工业中心按规模依次有大布宜诺斯艾利斯地区（食品加工、冶金、机动车及机动车零配件、化学与石油化工、耐用消费品、纺织与印刷）；罗萨里奥（食品加工、冶金、农业机械、炼油、化学与制革）；圣米格尔-德图库曼（糖精制）； 圣尼古拉斯（炼钢等冶金业）和乌斯怀亚与布兰卡港（炼油）。圣菲省的锌、铜冶炼与面粉制造业，门多萨省和内乌肯省的葡萄酒酿造与水果加工业，查科省的纺织与锯木业和圣克鲁斯、萨尔塔、丘布特等省的炼油业也颇为重要。2009年，阿根廷生产电力1,220亿千瓦时，其中37%由工业活动消耗。
阿根廷农业偏向资本密集，提供7%的就业岗位。阿根廷素有“粮仓肉库”之称，农产品对国内生产总值的贡献不到一成，但每年为该国赚得外贸收入的一半以上。其中以大豆、小麦和玉米为主的初级农产品占总出口额的四分之一，加工农产品占了另外三分之一。据估计有10%至15%的农业用地为外国人所有。

### 旅游业
阿根廷旅游业以其文化产品和丰富多样的自然资源著称。2010年，该国接待外国游客528万人次，为南美洲头号国际旅游目的地国，在拉丁美洲仅次于墨西哥。2010年年来自外国游客的收入达49.3亿美元，高于2009年的39.6亿美元。阿根廷共有九项世界遗产，其中文化遗产五项，自然遗产四项。
主要旅游目的地：
- 布宜诺斯艾利斯市，南美洲游客最多的城市。[205]
- 伊瓜苏国家公园，世界自然遗产，有壮观的瀑布群和热带丛林景观。
- 门多萨省，安第斯山脉与主要葡萄酒产区。[206]
- 巴里洛切与拉安戈斯圖拉鎮，拉丁美洲最大的滑雪中心。[207]
- 盧斯阿萊爾塞斯國家公園，位于巴塔哥尼亚中部。
- 冰川国家公园，世界自然遗产。
- 乌斯怀亚，世界上最南端的城市。[208][209]
- 马德普拉塔，海滨度假胜地。
- 乌玛瓦卡、卡尔查基山谷（英语：Calchaquí Valleys）、伊鲁亚、蒂尔卡拉（英语：Pucará de Tilcara）等地的印加人与殖民地遗迹。

### 交通
阿根廷建有拉丁美洲最大的铁路系统，运营线路长达36,966公里，全长约48,000公里。该系统连结了全部23个省和布宜诺斯艾利斯市，以及所有邻国。四种不兼容的轨距迫使所有的区域间铁路货物运输不得不通过布宜诺斯艾利斯。由于亏损严重，该系统从1940年代开始衰退。公路网全长230,604公里，69,412公里的铺面化公路将布宜诺斯艾利斯与除乌斯怀亚外的所有省会和中等城市联结在一起。越来越多的高速公路联通了大部分重要城市，但由于铁路系统不力，公路运力仍然不足。
水路长约11,000公里，发挥了重要的货运作用。主要的通航河流为拉普拉塔河、巴拉那河、巴拉圭河和乌拉圭河。主要的海港有拉普拉塔–恩塞纳达、布兰卡港、马德普拉塔、克肯–內科切阿、里瓦达维亚海军准将城、德塞阿多港、馬德林港、乌斯怀亚和西圣安东尼奥。1990年代，位于圣菲省的新河港区取代布宜诺斯艾利斯港，成为阿根廷最重要的航运枢纽，它沿巴拉那河延展67公里，包括17个港口，担负总出口量的五成。
2013年，阿根廷有超过一千座机场，其中159座有铺面化跑道。距离布宜诺斯艾利斯市中心35公里的埃塞萨国际机场为全国最大机场，其次是米西奥内斯省伊瓜苏瀑布国际机场和门多萨州长弗朗西斯科·加布里埃利国际机场。布宜诺斯艾利斯市的乔治·纽伯里机场是最大的国内机场。

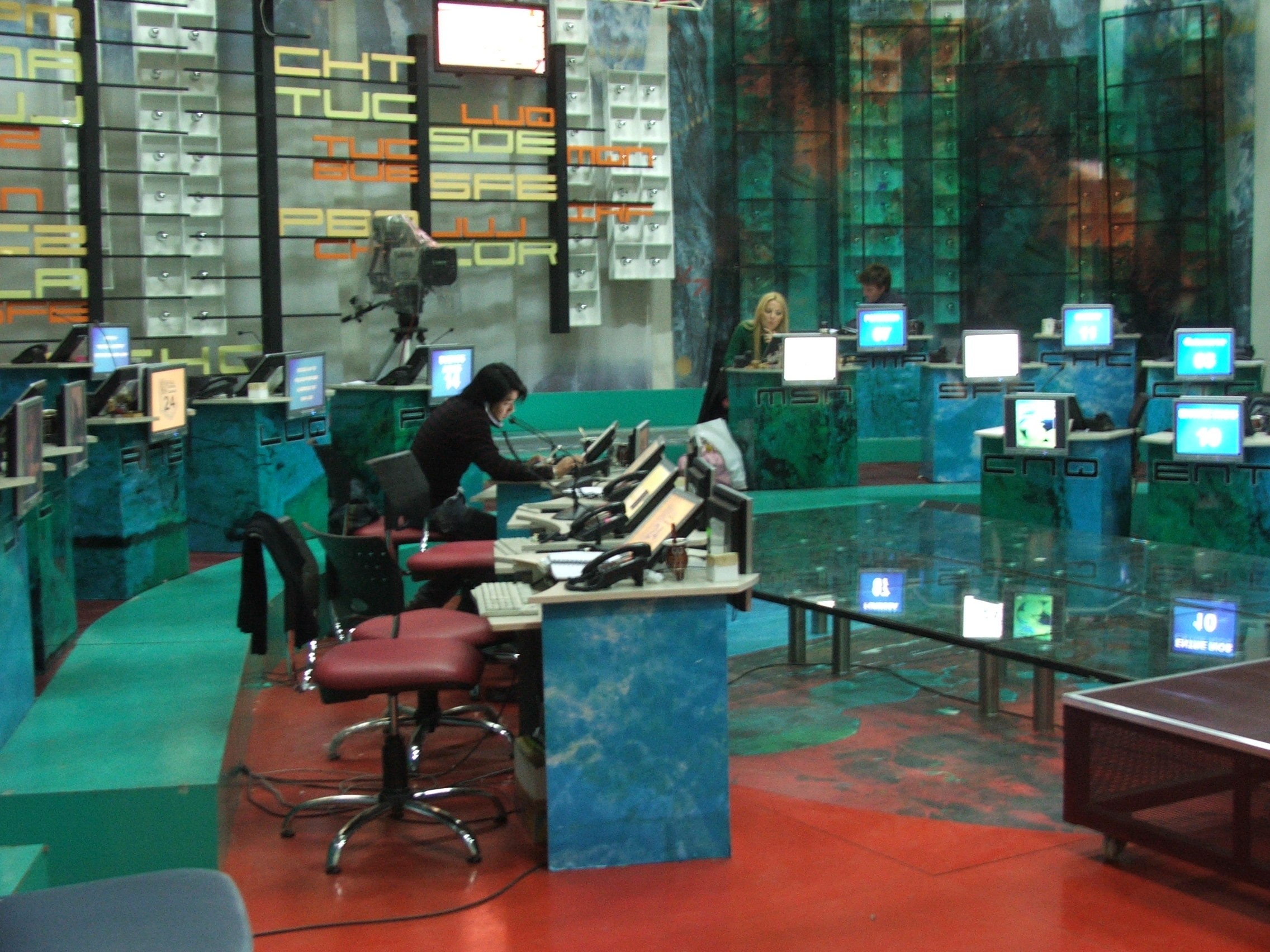
阿根廷公共电视台演播后台，该台为该国历史最久的电视台。

### 媒体与通讯
阿根廷印刷媒体业高度发达，有超过200种报纸。最大报纸是中立的《号角报》，它是拉丁美洲销量最大的报纸。其次是创办于1870年的中右翼报纸《民族報》、创办于1987年的左翼报纸《12页报》、创办于1876年的英文报纸《布宜诺斯艾利斯先驱报》和创刊于1904年的中间派报纸《内陆之声报》。
世界上最早的定期电台广播始于1920年8月27日的阿根廷，播送的是理查德·瓦格纳的歌剧《帕西法尔》。2002年该国共有260个调幅电台和1150个调频电台登记在册。阿根廷电视产业庞大，节目类型丰富，在全拉丁美洲广受欢迎。许多节目产品与模式出口到国外。1999年起，阿根廷享有拉美最高的电视光缆和卫星利用率，到2014年已覆盖87.4%的家庭，比率与欧美發达国家相当。
阿根廷拥有拉丁美洲最高的网络电信覆盖率：约67%的人口使用互联网，手机用户数为总人口的137.2%。

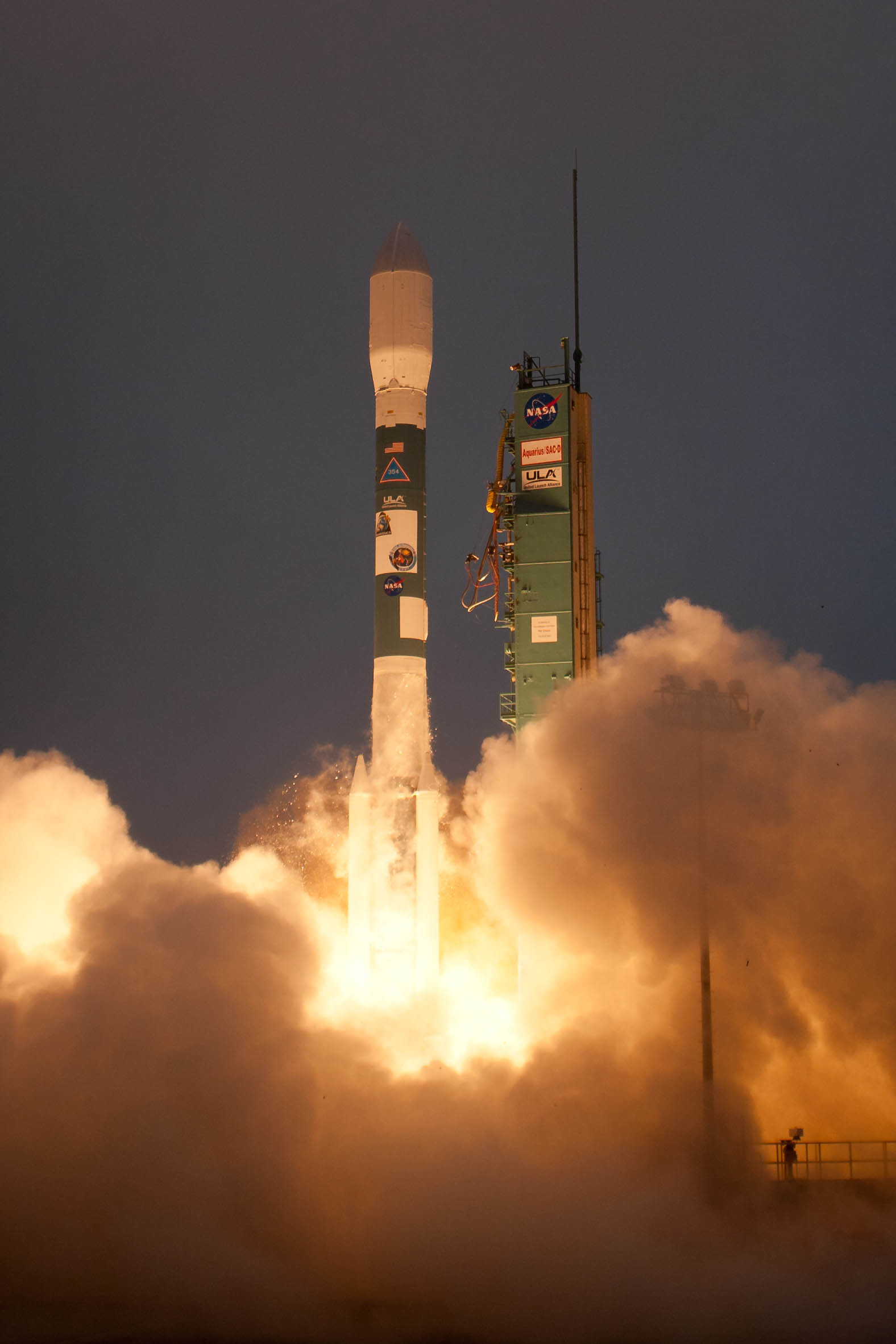
阿根廷人造衛星SAC-D的发射

### 科学技术
有三名阿根廷人得过諾貝爾生理學或醫學獎。贝尔纳多·奥赛发现了脑垂体激素调节动物体内葡萄糖的作用。色萨·米尔斯坦对抗体做了广泛研究。路易斯·勒洛伊尔发现了生物体储存能量并将葡萄糖转化为糖原的方式，以及糖类代谢中关键化合物的作用。阿根廷研究出了心血管疾病和几种癌症的疗法。多明戈·利奥塔设计研发了第一个成功植入人体的人工心臟。勒内·法瓦洛罗以其开发的技术完成了世界上第一例冠狀動脈搭橋手術。
阿根廷核计划取得了巨大成功。1957年阿根廷自主开发设计并建造了拉美第一座研究用反应堆。这有赖于本国核相关技术的发展，而非购买外国技术。长期核计划由阿根廷国家原子能委员会负责。以阿根廷技术兴建的核设施出现在了秘鲁、阿尔及利亚、澳大利亚和埃及。1983年，该国承认有能力生产武器级鈾，这是制造核武器的重要步骤，然而此后阿根廷承诺和平利用核能。作为国际原子能机构成员国，阿根廷一贯支持核不扩散，并致力于维护全球核安全。1974年阿根廷成为第一个利用核能发电的拉美国家。在2011年建成的阿图查二号核电站反应堆中，40%的组件为自主研发。
尽管预算不高，挫折很多，在路易斯·阿戈特制定出第一个安全有效的輸血手段之时，阿根廷学术界获得了国际尊重。如今阿根廷科学家依然在纳米技术、物理学、计算机科学、分子生物学、肿瘤学、生态学和心脏病学等诸多领域上处于业界前沿。胡安·马尔达西那是弦理論研究的领军人物。阿根廷的空间研究也日益活跃，有着自己的卫星计划。阿根廷制造的卫星有LUSAT一号、维克多一号、PEHUENSAT一号和国家太空活动委员会研发的SAC系列卫星。门多萨省马拉圭的皮埃尔·奥格天文台是世界上最重要的宇宙線观测点。

## 人口

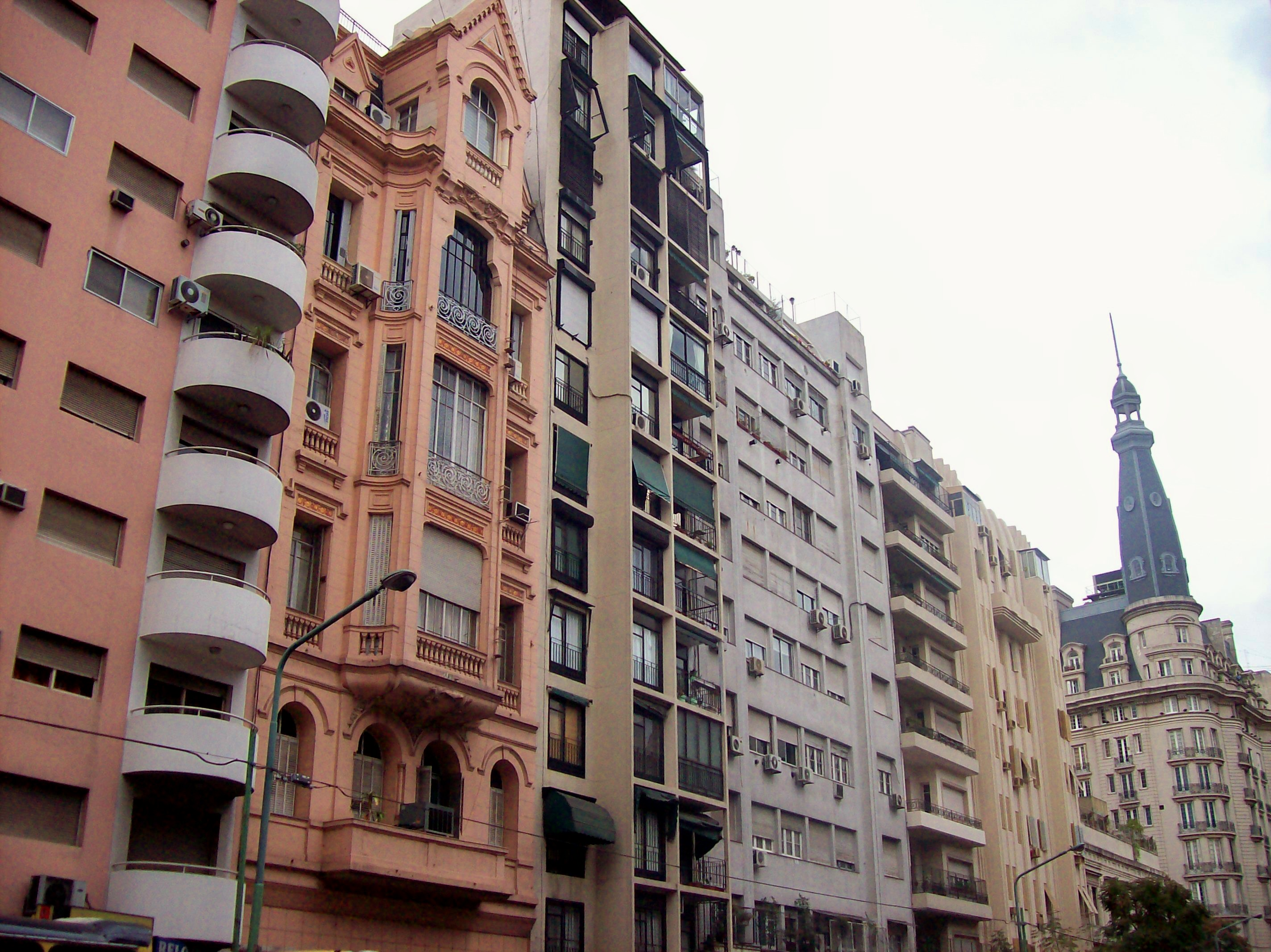
巴尔巴内拉有许多荷兰风格的公寓

2010年人口普查显示， 阿根廷人口总数由2001年的36,260,130人增至40,091,359人。据估计，2013年有41,660,417人，排名南美洲第三，全球第32。人口密度为每平方公里国土15人，远低于50人的世界平均水平。2010年，人口年增长率为1.03%，每千名居民中有17.7个活产婴儿出生，每千名居民中有7.4人死亡。净迁移率几乎为零。
15岁以下人口比例为25.6%，略低于28%的世界平均水平，65岁及以上人口占比则较高，达10.8%，在拉丁美洲仅次于乌拉圭，远高于7%的世界平均水平。阿根廷有着拉丁美洲最低水平的人口自然增长率，每年仅约1%，婴儿死亡率也比较低。每名女性平均生育2.3个孩子，接近西班牙与意大利女性的两倍，如此比较是由于这三国有相似的宗教状况。人口平均年龄约为30岁。2014年预期寿命为77.51岁，其中男性为74.28岁，女性为80.91岁。
2010年，阿根廷成为拉丁美洲第一个、美洲第二个及全球第十个在全国范围内承认同性婚姻的国家，并且联邦首都以及科尔多瓦省已经开始为外来游客登记结婚。

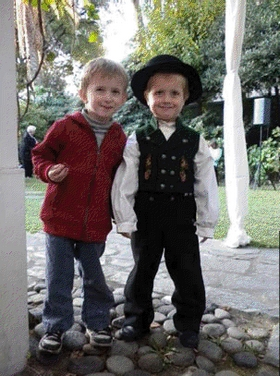
挪威裔阿根廷儿童

1914年阿根廷人口普查显示的阿根廷各省欧洲出身者所占比例

### 民族
阿根廷是一个移民国家，也是一个民族大熔炉。在18世纪和19世纪，这个国家迎来了世界第二大入境移民潮，660万人的移民规模仅次于美国的2千7百万人。
在那个移民时代，国家人口每二十年即翻一番。正如谚语所言：“阿根廷人的祖先来自船上”（los argentinos descienden de los barcos），大部分阿根廷人都是1850年至1955年的移民的后裔。这些移民中的绝大多数来自欧洲各国，而欧洲移民主要来自意大利（36,7%）、西班牙（25,7%.。也有相当数量的阿拉伯人在此定居，主要来自叙利亚和黎巴嫩，如卡洛斯·梅内姆总统的父母来自叙利亚。亚裔阿根廷人约有18万人，主要为华裔、日裔和韩裔。
阿根廷遗传学家达尼埃尔·科拉奇于2010年以218个阿根廷人为基因来源构建的遗传图谱显示，基因的79%源自不同的欧洲国家，主要源自意大利和西班牙，18%源自不同的美洲原住民，4.3%源自非洲族群，63.6%的居民至少有一位印第安人先祖。
非法移民大多来自玻利维亚、巴拉圭和秘鲁，也有少数来自多米尼加共和国、厄瓜多尔和羅馬尼亞。阿根廷政府估计，未登记的阿根廷居民约有75万人。根据第25,871号移民法，非法入境者会被判处1至6年监禁；根据第26,165号法令，符合条件者可向当局申请难民资格，获得批准后可获得临时居留权。
1995年，根据24,515号法令，成立了INADI（Instituto Nacional contra la Discriminación, la Xenofobia y el Racismo，国家反歧视，排外及种族主义研究院），致力于对抗各种种族问题。

### 城市
阿根廷是高度城市化的国家，92%的民众居住于城市，十个最大的城市容纳了全国半数人口。
约三百万人居住在布宜诺斯艾利斯市，整个大布宜诺斯艾利斯都会区约有1,300万居民，规模之大，位列世界前二十。科尔多瓦和罗萨里奥的都市区各有约130万居民。门多萨、图库曼、拉普拉塔、马德普拉塔、萨尔塔和圣菲的人口也超过了五十万。
阿根廷人口分布非常不均，60%的居民居住于占国土面积21%的潘帕斯地区，包括1,500多万布宜诺斯艾利斯省居民。科尔多瓦省、圣菲省和布宜诺斯艾利斯市各有300万人以上。门多萨、图库曼、恩特雷里奥斯、萨尔塔、查科、科连特斯和米西奥内斯等七个省的人口超过一百万。人口最密集的图库曼省每平方公里平均约有60人，是阿根廷唯一一个人口密度大于世界平均水平的省份，而南方的圣克鲁斯省每平方公里平均仅有约1人。

| 阿根廷最大城市排名 (2007年阿根廷国家统计与人口普查研究所估計) | 阿根廷最大城市排名 (2007年阿根廷国家统计与人口普查研究所估計) | 阿根廷最大城市排名 (2007年阿根廷国家统计与人口普查研究所估計) | 阿根廷最大城市排名 (2007年阿根廷国家统计与人口普查研究所估計) | 阿根廷最大城市排名 (2007年阿根廷国家统计与人口普查研究所估計) | 阿根廷最大城市排名 (2007年阿根廷国家统计与人口普查研究所估計) | 阿根廷最大城市排名 (2007年阿根廷国家统计与人口普查研究所估計) | 阿根廷最大城市排名 (2007年阿根廷国家统计与人口普查研究所估計) | 阿根廷最大城市排名 (2007年阿根廷国家统计与人口普查研究所估計) | 阿根廷最大城市排名 (2007年阿根廷国家统计与人口普查研究所估計) |
|                                                               | 排名                                                          | 名称                                                          | 省份                                                          | 人口                                                          | 排名                                                          | 名称                                                          | 省份                                                          | 人口                                                          |                                                               |
| ------------------------------------------------------------- | ------------------------------------------------------------- | ------------------------------------------------------------- | ------------------------------------------------------------- | ------------------------------------------------------------- | ------------------------------------------------------------- | ------------------------------------------------------------- | ------------------------------------------------------------- | ------------------------------------------------------------- | ------------------------------------------------------------- |
| 布宜諾斯艾利斯                                                | 1                                                             | 布宜諾斯艾利斯                                                | 自治市                                                        | 3,050,728                                                     | 11                                                            | 雷西斯滕西亚                                                  | 查科省                                                        | 377,000                                                       | 罗萨里奥 门多萨                                               |
| 布宜諾斯艾利斯                                                | 2                                                             |                                                               | 省                                                            | 1,372,000                                                     | 12                                                            | 科连特斯                                                      | 科连特斯省                                                    | 345,000                                                       | 罗萨里奥 门多萨                                               |
| 布宜諾斯艾利斯                                                | 3                                                             | 罗萨里奥                                                      | 省                                                            | 1,242,000                                                     | 13                                                            | 布兰卡港                                                      | 布宜诺斯艾利斯省                                              | 304,000                                                       | 罗萨里奥 门多萨                                               |
| 布宜諾斯艾利斯                                                | 4                                                             | 门多萨                                                        | 门多萨省                                                      | 885,434                                                       | 14                                                            | 圣萨尔瓦多-德胡胡伊                                           | 胡胡伊省                                                      | 298,000                                                       | 罗萨里奥 门多萨                                               |
| 布宜諾斯艾利斯                                                | 5                                                             | 图库曼                                                        | 图库曼省                                                      | 789,000                                                       | 15                                                            | 波萨达斯                                                      | 米西奧內斯省                                                  | 287,000                                                       | 罗萨里奥 门多萨                                               |
| 布宜諾斯艾利斯                                                | 6                                                             | 拉普拉塔                                                      | 布宜诺斯艾利斯省                                              | 732,503                                                       | 16                                                            | 巴拉那                                                        | 恩特雷里奥斯省                                                | 268,000                                                       | 罗萨里奥 门多萨                                               |
| 布宜諾斯艾利斯                                                | 7                                                             | 马德普拉塔                                                    | 布宜诺斯艾利斯省                                              | 604,563                                                       | 17                                                            | 内乌肯                                                        | 内乌肯省                                                      | 255,000                                                       | 罗萨里奥 门多萨                                               |
| 布宜諾斯艾利斯                                                | 8                                                             | 萨尔塔                                                        | 萨尔塔省                                                      | 516,000                                                       | 18                                                            | 圣地亚哥－德尔埃斯特罗                                        | 圣地亚哥－德尔埃斯特罗省                                      | 244,733                                                       | 罗萨里奥 门多萨                                               |
| 布宜諾斯艾利斯                                                | 9                                                             |                                                               | 省                                                            | 493,000                                                       | 19                                                            | 梅洛                                                          | 布宜诺斯艾利斯省                                              | 244,168                                                       | 罗萨里奥 门多萨                                               |
| 布宜諾斯艾利斯                                                | 10                                                            | 圣胡安                                                        | 圣胡安省                                                      | 453,229                                                       | 20                                                            | 基尔梅斯                                                      | 布宜诺斯艾利斯省                                              | 230,810                                                       | 罗萨里奥 门多萨                                               |

## 社會

### 语言

阿根廷的西班牙语方言

西班牙语是阿根廷事实上的官方语言，为几乎所有阿根廷人使用。阿根廷是最广泛使用“voseo”的西班牙语国家，以“vos”而不是“tú”作为第二人称单数代词，并有其相应的动词变位形式；且不使用“vosotros”及其动词变位而仅使用“ustedes”及其动词变位来表示第二人称复数；以及将“ll”和位于元音前的“y”读作“/sh/”。由于阿根廷土地辽阔，西班牙语存在明显的地域差异。影响最大的拉普拉塔河方言带有近似于那不勒斯语的口音。在大量的欧洲移民的影响下，形成的阿根廷俚语也加入了意大利语、英语、法语等语言的常用词汇，如在告别时使用“Chau”。
以下是阿根廷人口中较多使用的几种第二语言：
- 英语[n]，从小学开始教授。42.3%的阿根廷人表示自己会说，其中15.4%的人自称拥有高水平的英语理解能力。[261]
- 意大利语，有150万人使用，[257]许多年长者也讲意西混合语。
- 阿拉伯语，主要是北黎凡特方言，有约100万人使用。[257]
- 標準德語，有至少40万人使用。[257]，貝爾格拉諾德語是西班牙语同德语的混合语。
- 意第緒語，约20万人使用，[257]是阿根廷犹太人主要的民族语言。[262]
- 瓜拉尼語，约20万人使用，[257]主要使用于科连特斯，是该省官方语言之一。[263]
- 加泰罗尼亚语，约17.4万人使用。[257]
- 法语，少量法国南部移民也使用奥克语。
- 克丘亞語，约6.5万人使用，主要使用于西北部。[257]
- 维奇语（英语：Wichí languages），约5.37万人使用，主要使用于查科省，[257]在该省，该语言与科姆语（英语：Toba Qom language）和莫科维语（英语：Mocoví language）同为官方语言。[264]
- 汉语，在超过6万的华裔人口中有超过半数人使用，主要集中在首都地区。[265]
- 艾馬拉語，约3万人使用，主要使用于西北部安第斯山区。[257]
- 威尔士语，包括其巴塔哥尼亚方言，大约2.5万名威尔士阿根廷人能流利运用。[257]一些地区已将它作为教学语言。[266]

在中学时期，所有学生须选择一门第二外语进行学习，普遍选项为英文和法文。此外，在通识课程的选修课中，也有拉丁文课程。

### 宗教

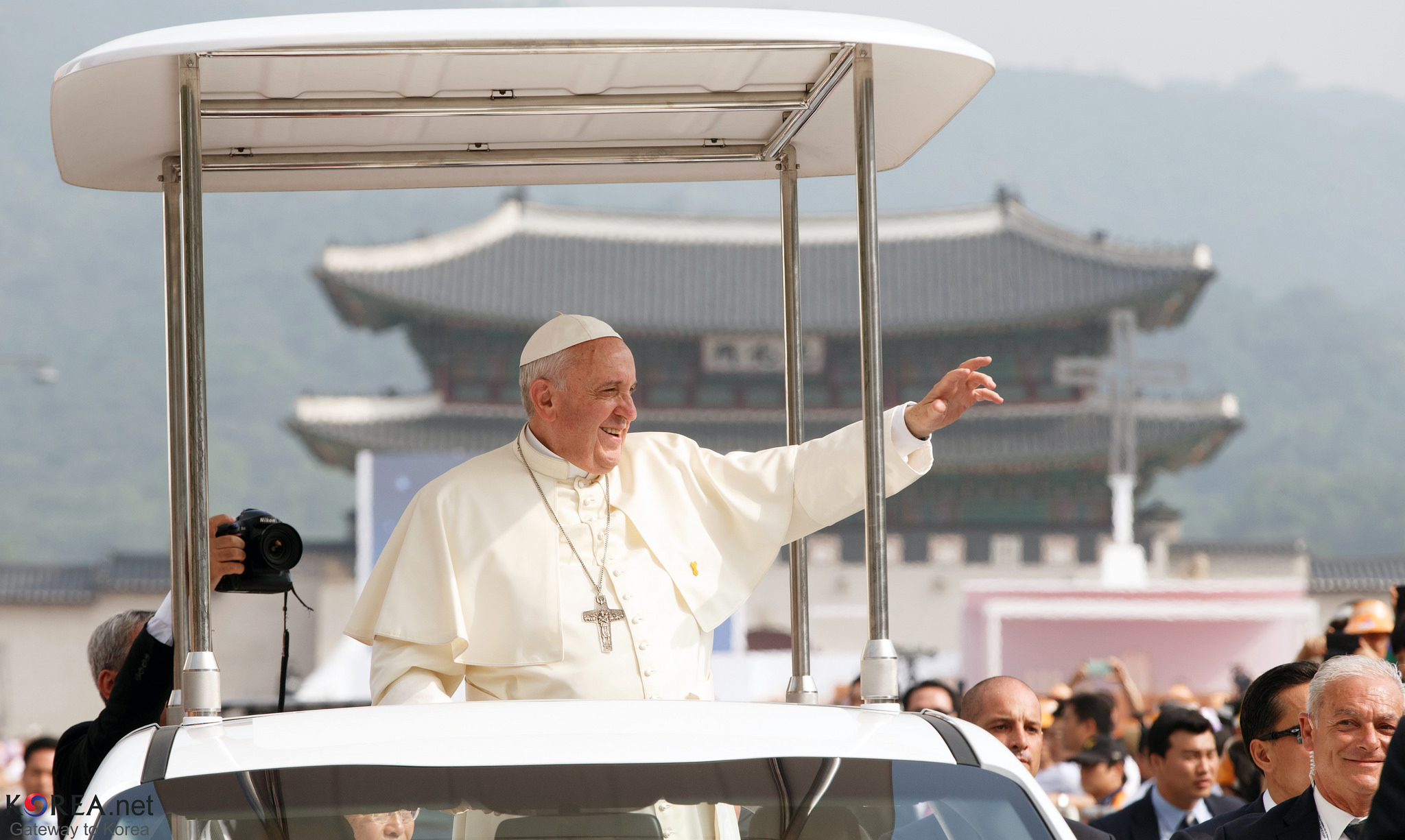
方济各，第一位来自美洲的教宗，生长于阿根廷

阿根廷宪法保障宗教自由，但不保障官方认定的邪教。
阿根廷宪法规定联邦政府信奉天主教，并给予天主教會特殊待遇。阿根廷国家科研委员会的数据显示，76.5%的阿根廷人为天主教基督徒，11.3%为不可知论者和无神论者，9%为福音派基督徒，1.2%为耶和華見證人，0.9%为耶稣基督后期圣徒教会成员，1.2%信仰其它宗教，包括伊斯兰教、犹太教和佛教。阿根廷兼有拉丁美洲最大的穆斯林团体和犹太人团体，阿根廷是犹太人人口第七多的国家，因此也是国际纪念大屠杀联盟成员国。阿根廷人的宗教信仰高度个性化和非制度化。23.8%的人表示其总是参加宗教活动，很少参加的占49.1%，从不参加的占26.8%。
2013年3月13日，阿根廷樞機豪尔赫·马里奥·贝戈利奥被选为教宗，尊号“方济各（Francis）”，成为1,272年来第一位出身于欧洲以外的教宗，也是第一位來自耶稣会的教宗。

### 教育

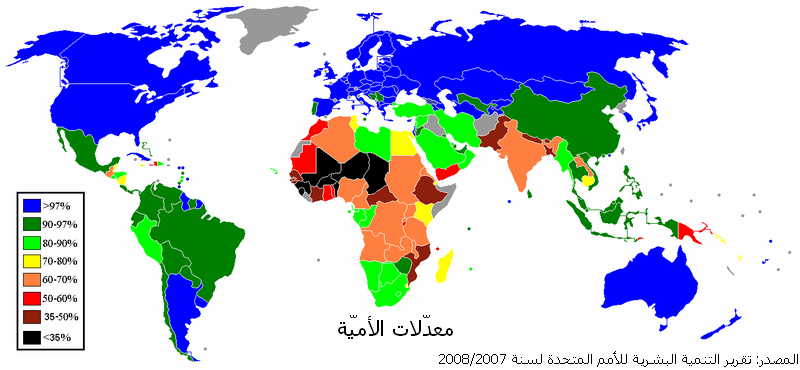
阿根廷识字率历来全球排名靠前，属发达国家水平。

阿根廷教育体系包含四个等级。学前教育属于45天至5岁大的儿童，该阶段最后一年为强制入学。初级义务教育为6年制或7年制。中等义务教育有5个或6个学年。高等教育分为大学和研究生两级，宽进严出，大部分大学免试入学（但非西班牙语系国家公民需参加语言能力考试）。以宪法第十四条为根据基础，所有公立教育系统对任何在阿根廷境内的合法滞留者免费（包括不具有国籍的永久居民甚至包括持短期签证的外籍游客），私立大学按月按课程学期课程数量收费，每6个月为一周期。截至2015年阿根廷有83所联邦级或省级公立大学及分校、82所私立大学及分校及15所国家级研究中心。公立大学以布宜诺斯艾利斯大学、国立科尔多瓦大学、国立拉普拉塔大学、国立罗萨里奥大学和国家科技大学，私立大学以阿根廷天主教大学、巴勒莫大学、阿根廷商业大学、南方大学、布宜诺斯艾利斯科技学院、贝尔格拉诺大学和约翰·F·肯尼迪大学最享负盛名。2010年，阿根廷的识字率为98.07%，15岁以上人口中的18.3%为中学毕业者，20岁以上人口中的6.3%为大学毕业者。
世俗、免费的各级公共教育由国家保障。教学督导由联邦各省教育部组织。私立学校教学质量及效率高，课程更丰富，但由于学费高昂，公立学校入学率会在通货膨胀加剧时增加。为改善公共教育，2005年后政府加大了教育投入，《教育投资法》规定教育投资须高于国内生产总值的6%。

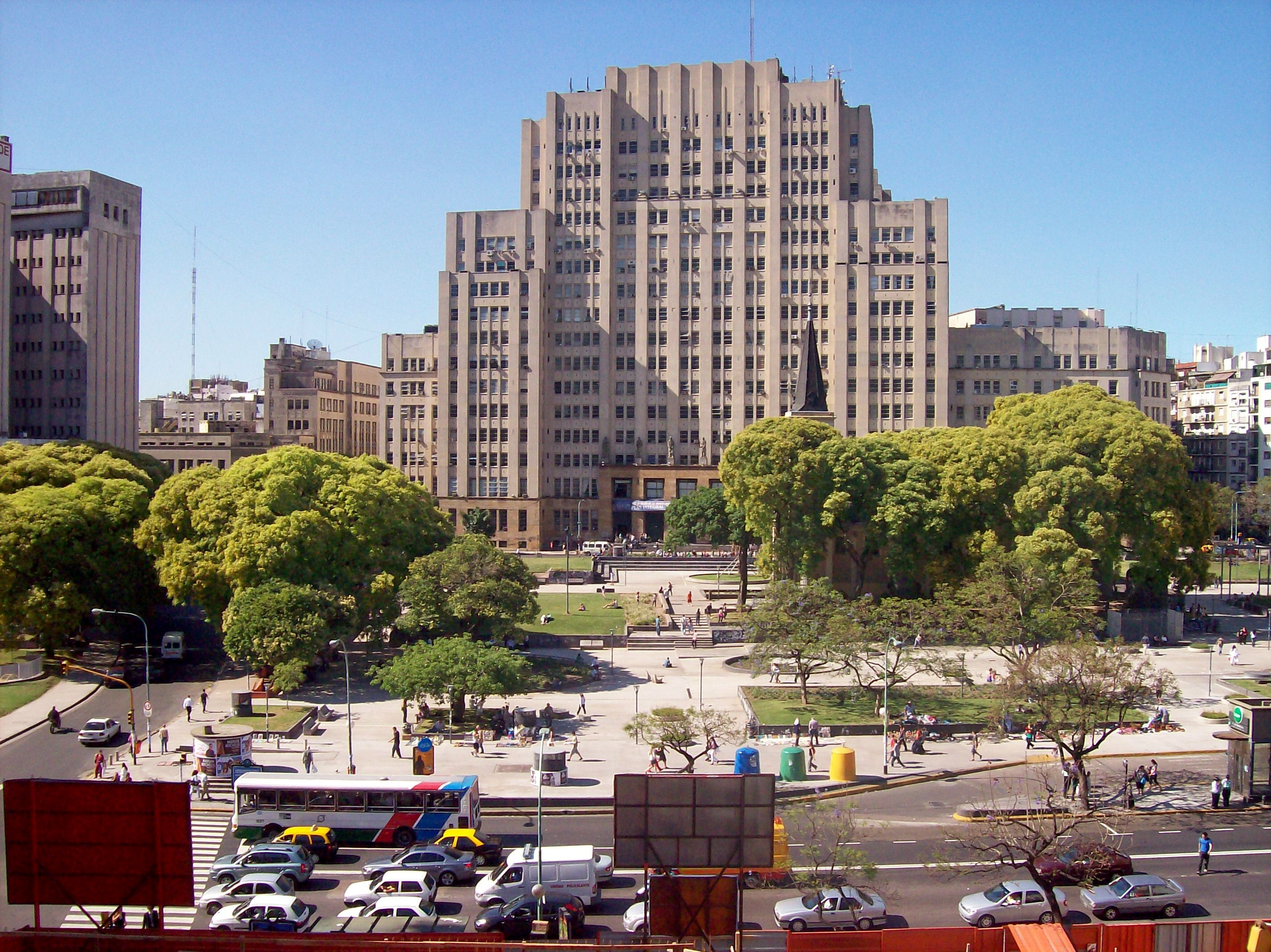
布宜诺斯艾利斯大学医学院每年有三千多名各国医科毕业生。

### 医疗保健
医疗保健通过用人单位与工会赞助计划、政府保险计划、公立医院和诊所与私人医疗保险计划提供。有超过300所医疗合作社，其中三分之二与工会关联，为半数人口提供卫生服务。国家全民医保计划涵盖全部人口，包括所有非公民，因此在边境地区的城市医疗系统亦常为来自周边国家的贫困人口服务。
全国有超过15.3万张医院普通病床、12.1万张内科病床和3.7万张牙科病床，人均数量媲美已開發國家。水准较高的医疗水平带来了与发达国家类似的死因构成变化趋势：1953年至2005年，心血管疾病占死因的比例从20%升至23%，癌症从14%升至20%，呼吸系統疾病从7%升至14%，非感染性消化系统疾病从7%升至11%，中风稳定在7%、伤残占6%、感染性疾病占4%。失智症相关原因也是一大死因。婴儿死亡占死因的比例从1953年的19%下降到2005的3%。
新生儿死亡比由1948年时的每千名活产婴儿比70名死婴下降到2009年的一千比12.1，将预期寿命由60岁提升至76岁，预期寿命处于全球平均水平，略逊于发达国家，排名拉美第四。

## 文化

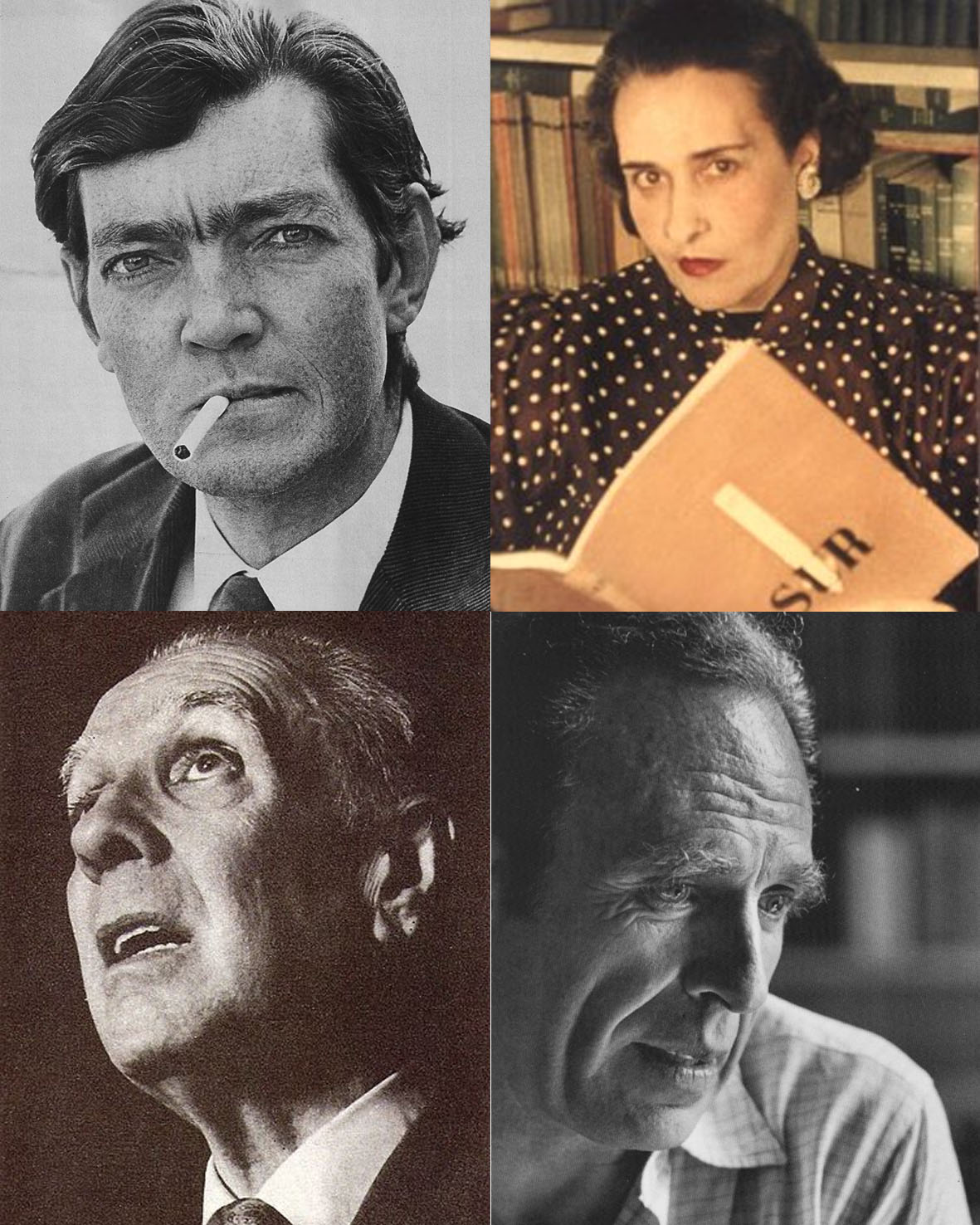
四位阿根廷文学家，左上起顺时针方向依次为胡利奥·科塔萨尔、维多利亚·奥坎波、豪尔赫·路易斯·博尔赫斯和阿道夫·比奥伊·卡萨雷斯。

阿根廷文化植根于欧洲，来自诸多欧洲国家的移民对各自文化自觉地继承、模仿与融合，造就了阿根廷文化的多元特征。对此，豪尔赫·路易斯·博尔赫斯诙谐地描述道：“阿根廷人是说西班牙语的意大利人，并自以为是住在巴黎的英国人。”另外，高乔人自力更生的传统乡村生活方式也影响了阿根廷文化。

### 文学
阿根廷多彩的文学史上可追溯至1550年左右，但直到“1837年一代”浪漫主义作家涌现，它的独立才告开始。自由主义者埃斯特万·埃切维里亚于1840年发表的《屠场》暗讽了罗萨斯压迫统治下的阿根廷社会，是文学本土化的里程碑。萨米恩托以一篇《法昆多》探讨了文明与野蛮这一主题，将高乔人视为近代化的障碍。与之相对的是高乔文学，何塞·埃尔南德斯在1872年发表的英雄史诗讲述了主人公一生不幸的遭遇和顽强的斗争，将高乔人描绘为阿根廷精神的象征。里卡多·圭拉尔德斯的《堂塞贡多·松勃拉》也是高乔文学的出色作品。
进入20世纪，现代派文学开始兴起，该流派以笔触细腻为特征，受到象征主义的强烈影响，莱奥波尔多·卢贡内斯和阿方西娜·斯托尔尼是其代表人物。随之而来的是先锋派文学。埃内斯托·萨巴托的心理小说《隧道》由阿尔贝·加缪译为法文后走向了世界。
豪尔赫·路易斯·博尔赫斯是文学史上的一面旗帜，他开辟了以隐喻和哲学思辨来观察现代世界的新道路，《虚构集》和《阿莱夫》中的短篇小说将情节的简单和结构的复杂结合在一起，在幻想文学上影响深远。他的朋友和合作者阿道夫·比奥伊·卡萨雷斯是广受赞誉的科幻小说《莫雷尔的发明》的作者。胡利奥·科塔萨尔是拉丁美洲文学爆炸的一名主将，人称“短篇故事大师”。

### 表演艺术
探戈，作为一种欧非混血的音乐和双人舞蹈体裁，是阿根廷一个国际性的文化象征。1930年至1950年代中期的探戈黄金时代将这种顿挫感强烈的草根艺术推向了全球舞台。在这一时期，奥斯瓦尔多·普格列斯、弗朗西斯科·卡纳罗和胡安·达里恩佐等许多大家将大管弦乐队引入了探戈乐。阿斯托尔·皮亚佐拉发扬了新探戈。此后，戈探计划、巴扬方度和小探戈等乐队使探戈在流行音乐界享有地位。
从1930年代开始，从各种地方音乐形式中脱胎而来的阿根廷民谣广泛地影响了拉丁美洲音乐，在此基础上出现了政治性很强的新民歌运动。阿塔瓦尔帕·尤潘基和梅赛德斯·索萨等乐手赢得了世界的欢迎。

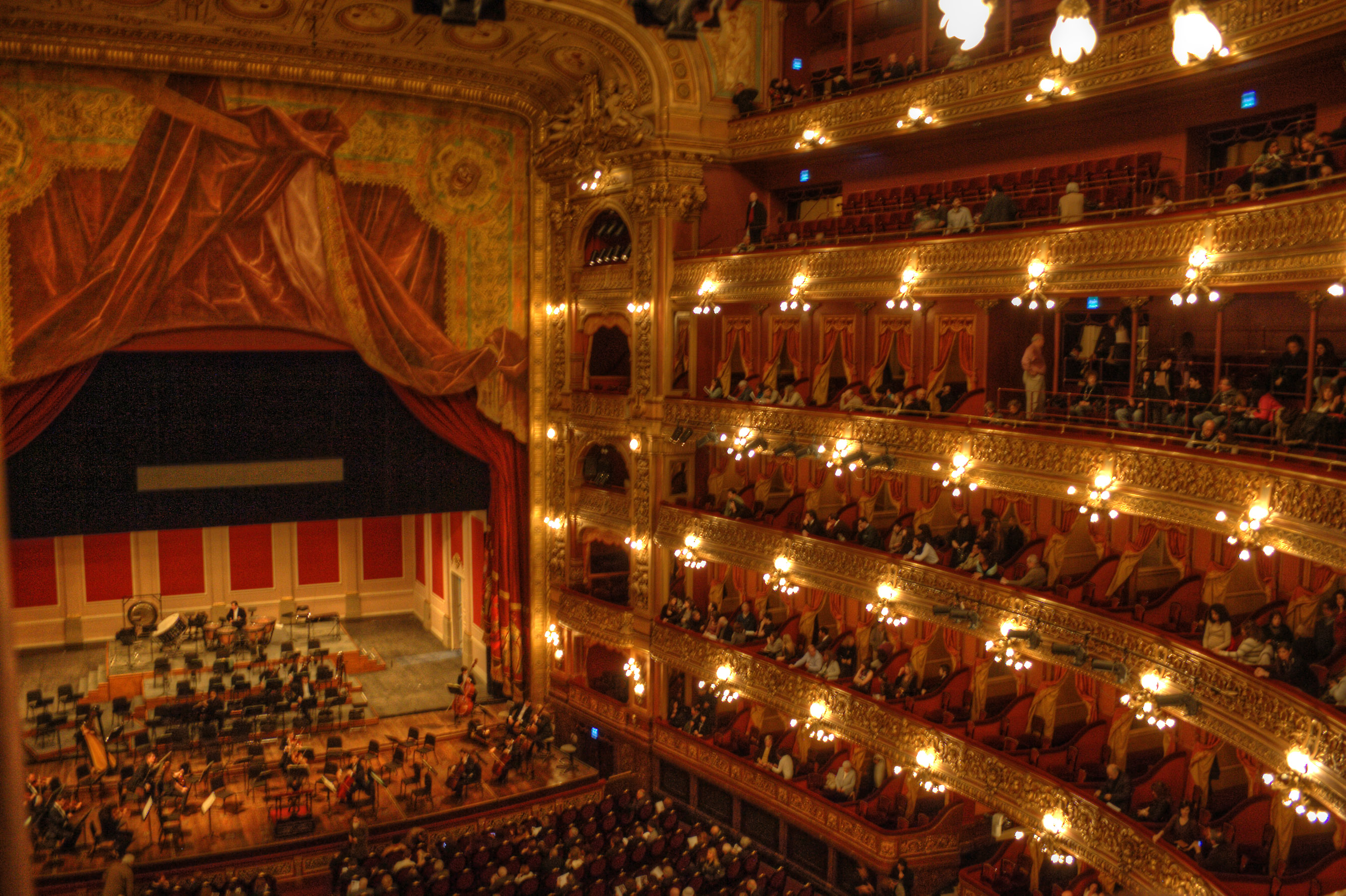
哥伦布剧院是世界上音响效果最佳的五个音乐表演场地之一。

1960年代中后期，洛斯加托斯乐队、马纳尔乐队和杏仁乐队引领阿根廷摇滚发展出了独特的风格。马岛战争让政府意识到摇滚乐激发民族主义的作用，一时间阿根廷涌现出不少高唱反英爱国歌曲的乐队，而他们的音乐风格受到了披头士的强烈影响。
作为一个世界戏剧中心，阿根廷拥有以哥伦布剧院为代表的众多表演场所，为国内外大量著名的剧作家、芭蕾舞演员和古典音乐家提供了舞台。这片土地孕育了作曲家阿尔伯托·希纳斯特拉、小提琴家阿尔贝托·里希、钢琴家玛尔塔·阿赫里奇、爱德华多·德尔加多和钢琴家兼指挥家丹尼尔·巴伦博伊姆。
阿根廷是拉美领先的电影制作国。世界第一部动画电影由基里诺·克里斯蒂亚尼制作并发布于阿根廷。该国已获得14个戈雅奖最佳西班牙语外国片奖，是迄今获该奖最多的国家，凭借《烽火人间》和《谜一样的双眼》，它也是唯一获得过奥斯卡最佳外语片奖的拉美国家。阿根廷作曲家路易斯·恩里克·巴卡洛夫和古斯塔沃·桑塔歐拉拉是奥斯卡最佳原创音乐奖得主。

### 视觉艺术

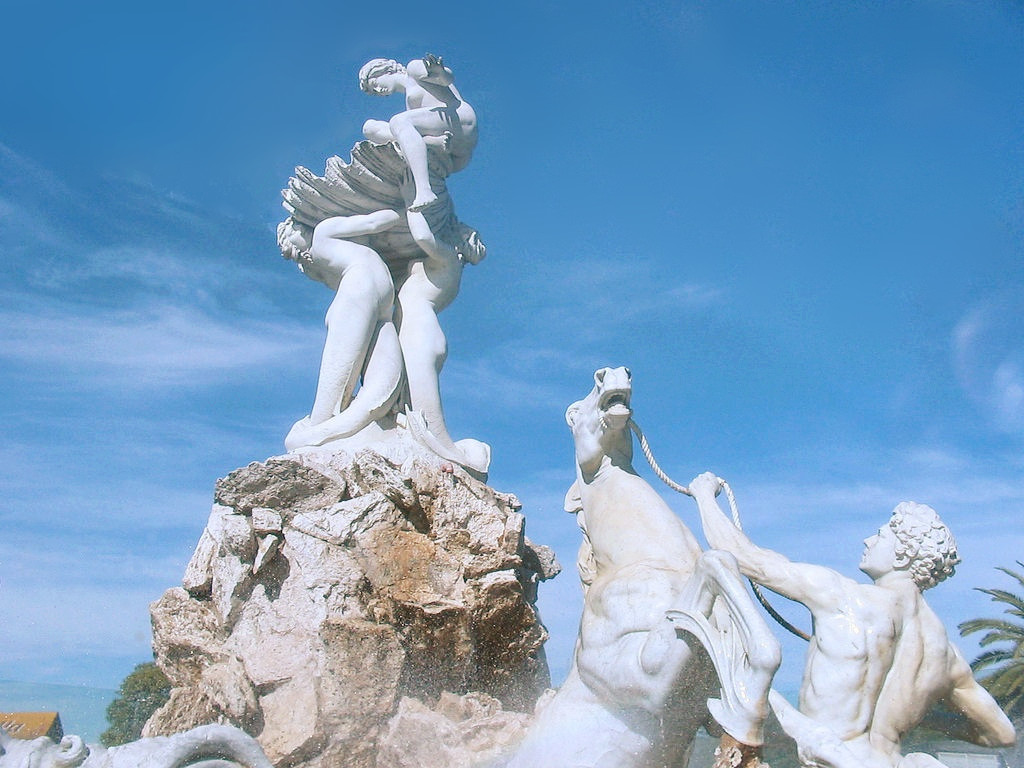
洛拉·莫拉的海仙女喷泉

19世纪初期，因为吸收欧洲各种绘画流派的经验，阿根廷的绘画艺术得到了迅速的发展，风俗画家卡洛斯·莫雷尔及长于描绘在地民众生活及肖像画的普里利迪亚诺·普埃雷东为当时绘画艺术的代表人物；而愛德華多·西沃里及愛德華多·斯科亚菲诺则是该国早期现实主义绘画的代表。二十世纪三十年代是阿根廷现代视觉艺术发展的重要时期，现实主义、后印象派、立体主义、具体主义、超现实主义、构成派、衍生艺术、現代主義、抽象藝術、概念藝術与奇幻藝術等新的审美准则从欧美接踵而至。
1946年马迪运动出现，并传播到欧美。描绘穷人和工业化的社会现实主义画家安东尼奥·贝尔尼是其创建者之一。托马斯·马尔多纳多是乌尔姆造型学院一名主要的设计理论家，至今在世界上仍很有影响。拥有国际荣誉的雕塑家艾尔米尼奥·布罗塔、洛拉·莫拉和罗赫里奥·伊鲁尔蒂亚创作的古典雕塑为阿根廷的城市风光增色不少。
殖民时代的西班牙巴洛克建筑衍生出了简化版的拉普拉塔河风格。19世纪开始，意大利与法国的文化为当地建筑赋予了独特的折衷风格，其中著名者有哥伦布剧院和巴罗洛宫等，布宜诺斯艾利斯主教座堂也是多种风格的混合体。而巴黎美院派的太平洋拱廊、新艺术运动风格的莫利诺咖啡馆、理性主义风格的卡瓦纳大厦和粗野主义风格的阿根廷国家图书馆新馆，也是阿根廷建筑史上的代表作。

### 体育

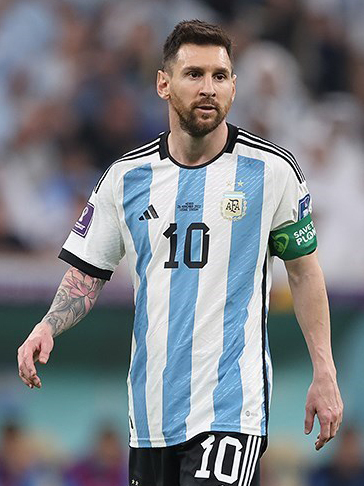
阿根廷足球运动员利昂内尔·梅西曾八次被评为金球奖获奖者和世界足球先生

阿根廷的官方国家运动是鸭球，这是一种争夺六柄皮球的马背运动，而阿根廷的第一运动是足球。阿根廷國家足球隊赢得过25个主要世界冠军，其中包括三届国际足联世界杯冠军、两枚奥运会金牌和十五次美洲杯冠军。共有331,811名注册足球运动员，超过一千名阿根廷球员效力于国外，其中绝大多数效力于欧洲联赛。这个国家培养了阿尔弗雷多·迪斯蒂法诺、迭戈·马拉多纳、加布里埃尔·巴蒂斯图塔、里奥·梅西等众多足球史上的世界级球员。
阿根廷足球协会建立于1893年，是世界上第八个国家足球协会，管理着3,377家足球俱乐部，包括20家甲级联赛球队。在1931年阿根廷足协职业化以后，有15个球队赢得过甲级联赛冠军，河床赢得过33次、博卡青年24次。1990年代以后，五人足球和沙滩足球越来越受欢迎。
篮球是第二大运动。大量篮球员在美国國家籃球協會和欧洲联赛效力，包括马努·吉诺比利、安迪斯·诺西奥尼、卡洛斯·德尔菲诺、路易斯·斯科拉和法夫里西奥·奥韦尔托。阿根廷国家男子篮球队赢得过2004年奥运会金牌和北京奥运会铜牌，在国际篮联世界排名中名列第三。人称“美洲豹”的阿根廷國家橄欖球隊也是世界强队，2013年排名世界第十。另外，布宜諾斯艾利斯是2018年青奥会举办城市。

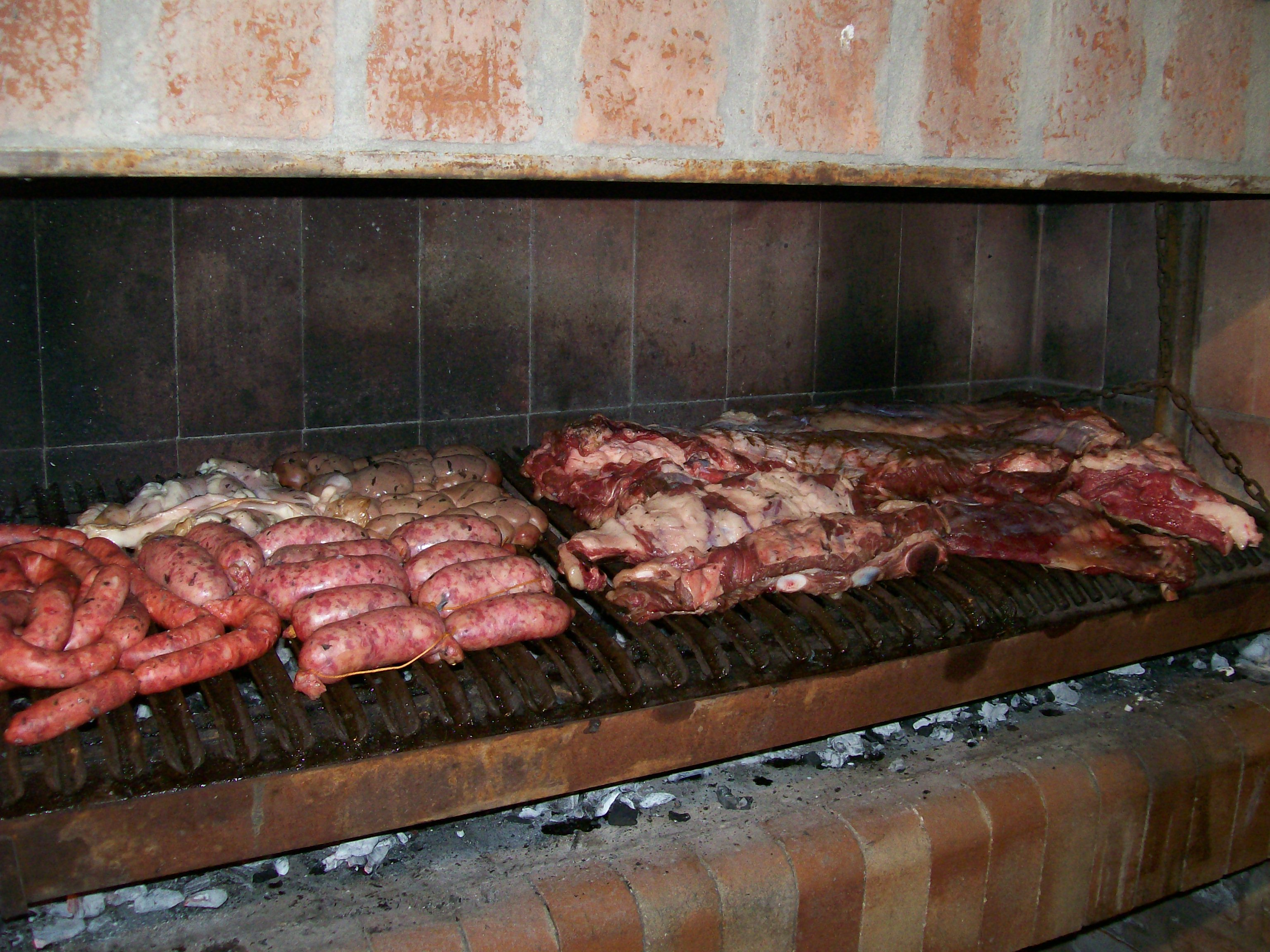
阿萨多烤肉 （Asado）：阿根廷潘帕斯草原一带风靡新鲜肉品烧烤

### 饮食
除了欧洲常见的意大利麵、香肠和甜点，阿根廷人也享有各色本土菜式与克里奥尔菜式。包括南美烤饺子和阿根廷的国菜－阿薩多与洛克罗。洛克罗是玉米、大豆、肉类、洋葱和葫芦的杂烩。而乌米塔以玉米碎、辣椒、洋葱、番茄等材料制成，类似于粽子。这个国家有着世界最高的紅肉消费量，传统的阿根廷烤肉使用各种肉类，特别是牛肉、羊肉、乔利佐、牛犊胸腺、粉腸和血腸。维也纳式的酥皮点心和用来填充蛋糕和薄烤饼的焦糖牛奶醬是常见的甜点。加入巧克力、牛奶焦糖或水果泥的西班牙夹心饼也很受欢迎。阿根廷葡萄酒世界一流，是当地菜谱上不可或缺的佐餐酒，也是阿根廷两种官方国饮之一。马尔贝克、托龙特、赤霞珠、西拉和莎当妮是最抢手的几个国际品种。马黛茶是阿根廷的另一种官方国饮，在阿根廷国内可普遍见于课堂、聚会、公车等各种场合。

### 引用
1. ↑  阿根廷宪法 （页面存档备份，存于），第三十五条
2. ↑  Ley No. 5598 de la Provincia de Corrientes, 22 de octubre de 2004
3. ↑  Ley No. 6604 de la Provincia de Chaco, 28 de julio de 2010, B.O., (9092)
4. ↑  . 2021-11-19  [2022-03-24]. （原始内容存档于2021-04-17）.
5. ↑  . latinobarometro.org.   [2021-06-10]. （原始内容存档于2021-11-14）. Screenshots of results from Latinobarómetro survery: Image 1 （页面存档备份，存于）, Image 2 （页面存档备份，存于）
6. ↑  Mallimac, Fortunato; Giménez Béliveau, Verónica; Esquivel, Juan Cruz; Irrazábal, Gabriela.  (PDF). Centro de Estudios e Investigaciones Laborales (CEIL). CONICET. 2019  [2019-11-19]. ISSN 1515-7466. （原始内容 (PDF)存档于2020-11-11） （西班牙语）.
7. ↑  . Censo Nacional de Población, Hogares y Viviendas 2010. Instituto Nacional de Estadística y Censos.   [2014-06-25]. （原始内容存档于2013-11-13） （西班牙语）.
8. 1 2  . Censo Nacional de Población, Hogares y Viviendas 2010. Buenos Aires: INDEC – Instituto Nacional de Estadística y Censos. 2010  [2015-04-14]. （原始内容 (XLS)存档于2014-06-08）.
9. 1 2 3 4  . World Economic Outlook Database. International Monetary Fund (IMF). 2022-04  [2022-05-22]. （原始内容存档于2022-05-22） （英语）.
10. 1 2
11. 1 2
12. 1 2  McCloskey & Burford 2006，第91頁.
13. 1 2  Wood 1988，第18頁.
14. 1 2  Solomon 1997，第3頁.
15. 1 2  Huntington 2000，第6頁.
16. ↑  Nierop 2001，第61頁: "Secondary regional powers in Huntington's view (Huntington, 2000, p. 6) include Great Britain, Ukraine, Japan, South Korea, Pakistan, Saudi Arabia and Argentina."
17. ↑  Lake 2009，第55頁: "The US has created a foundation upon which the regional powers, especially Argentina and Brazil, can develop their own rules for further managing regional relations."
18. ↑  Papadopoulos 2010，第283頁: "The driving force behind the adoption of the MERCOSUR agreement was similar to that of the establishment of the EU: the hope of limiting the possibilities of traditional military hostility between the major regional powers, Brazil and Argentina."
19. ↑  Malamud 2011，第9頁: "Though not a surprise, the position of Argentina, Brazil’s main regional partner, as the staunchest opponent of its main international ambition [to win a permanent seat on the UN Security Council] dealt a heavy blow to Brazil’s image as a regional leader."
20. ↑  Boughton 2012，第101頁: "When the U.S. Treasury organized the next round of finance meetings, it included several non-APEC members, including all the European members of the G7, the Latin American powers Argentina and Brazil, and such other emerging markets as India, Poland, and South Africa."
21. 1 2  . Legatum Institute. 2010  [2014-05-01]. （原始内容存档于2011-10-26）. [The country has a] foundation for future growth due to its market size, levels of foreign direct investment, and percentage of high-tech exports as share of total manufactured goods ... Argentina's economy appears stable, but confidence in financial institutions remains low.
22. 1 2  Abad de Santillán 1971，第17頁.
23. 1 2  Crow 1992，第128頁.
24. ↑  Levene 1948，第11頁，vol. IV: "[After the Viceroyalty became] a new period that commenced with the revolution of 1810, whose plan consisted in declaring the independence of a nation, thus turning the legal bond of vassalage into one of citizenship as a component of sovereignty and, in addition, organizing the democratic republic."
25. 1 2  . 经济学人. 2004-06-03. （原始内容存档于2017-01-29）. Argentina is thus not a “developing country”. Uniquely, it achieved development and then lost it again.
26. ↑  Traba 1985，第15, 71頁.
27. 1 2  阿根廷宪法 （页面存档备份，存于） .   [2014-06-25]. （原始内容存档于2014-07-14）.，第一条
28. ↑  Constitution of Argentina，1853, Preamble.
29. ↑  Constitution of Argentina，1860 amd., art. 35.
30. 1 2 3  Edwards 2008，第12頁.
31. ↑  Abad de Santillán 1971，第18–19頁.
32. ↑  Edwards 2008，第13頁.
33. ↑  Crow 1992，第129–132頁.
34. ↑  Abad de Santillán 1971，第96–140頁.
35. 1 2  Crow 1992，第353頁.
36. ↑  Crow 1992，第134頁.
37. ↑  Crow 1992，第135頁.
38. ↑  Crow 1992，第347頁.
39. 1 2  Abad de Santillán 1971，第194ff頁.
40. ↑  Levene 1948，第11頁，vol. IV.
41. ↑  Sánchez Viamonte 1948，第196–197頁.
42. ↑  Vanossi 1964，第11頁.
43. ↑  Rock 1987，第81頁.
44. ↑  Rock 1987，第82–83頁.
45. 1 2 3  Lewis 2003，第39–40頁.
46. ↑  Galasso 2011，第349–353頁，vol. I.
47. ↑  Lewis 2003，第41頁.
48. ↑  Lewis 2003，第43頁.
49. ↑  Lewis 2003，第45頁.
50. ↑  Lewis 2003，第46–47頁.
51. ↑  Lewis 2003，第48–50頁.
52. ↑  Galasso 2011，第363–541頁，vol. I.
53. ↑  «Guerra de la Triple Alianza», artículo en la Enciclopedia Microsoft® Encarta® Online, 2008. Microsoft Corporation. Reservados todos los derechos.
54. ↑  卡萝尔·罗里. . 卫报. 2011年1月13日  [2015年5月6日]. （原始内容存档于2011年1月15日）. 网址－维基内链冲突 (帮助) （英文）
55. ↑  Lewis 1990，第18–30頁.
56. ↑  Díaz Alejandro 1970，第2−3頁.
57. ↑  Mosk 1990，第88−89頁.
58. 1 2  Cruz 1990，第10頁.
59. 1 2 3  Bolt & Van Zanden 2013.
60. ↑  Argentina: A Short History by Colin M. Lewis, Oneworld Publications, Oxford, 2002. ISBN 978-1-85168-300-0
61. ↑  Lewis 1990，第37–38頁.
62. ↑  Galasso 2011，第567–625頁，vol. I.
63. ↑  Galasso 2011，第7–178頁，vol. II.
64. ↑  David Rock, Argentina 1516-1987 ISBN 978-0-520-06178-1
65. 1 2  . 中国社会科学院国际合作局. 2005-10-17  [2014-06-25]. （原始内容存档于2014-07-15）.
66. ↑  Leonard, Thomas M; John F. Bratzel. . Rowman & Littlefield. 2007. ISBN 0742537412.
67. ↑  Galasso 2011，第181–302頁，vol. II.
68. ↑  Barnes 1978，第3頁.
69. ↑  Barnes 1978，第113ff頁.
70. ↑  Galasso 2011，第303–351頁，vol. II.
71. ↑  Galasso 2011，第353–379頁，vol. II.
72. ↑  Robben 2011，第34頁.
73. ↑  Galasso 2011，第381–422頁，vol. II.
74. ↑  Robben 2011，第127頁.
75. ↑  Galasso 2011，第423–465頁，vol. II.
76. ↑  Robben 2011，第76–77頁.
77. ↑  Robben 2011，第145頁.
78. ↑  Robben 2011，第148頁.
79. ↑  Lewis, Paul. The Crisis of Argentine Capitalism. University of North Carolina Press, 1990.
80. ↑  Galasso 2011，第467–504頁，vol. II.
81. ↑  "Orphaned in Argentina's dirty war, man is torn between two families" （页面存档备份，存于）, The Washington Post, 11 February 2010
82. ↑  DellaPaolera & Taylor 2003，第289頁.
83. ↑   (PDF).   [2010-02-07]. （原始内容存档 (PDF)于2009-03-18）.
84. ↑  Galasso 2011，第505–532頁，vol. II.
85. ↑  .   [2014-06-25]. （原始内容存档于2014-07-18）.
86. ↑  .   [2014-06-25]. （原始内容存档于2014-07-18）.
87. ↑  Galasso 2011，第533–549頁，vol. II.
88. ↑  Epstein & Pion-Berlin 2006，第6頁.
89. ↑  Epstein & Pion-Berlin 2006，第9頁.
90. ↑  Galasso 2011，第551–573頁，vol. II.
91. ↑  Galasso 2011，第575–587頁，vol. II.
92. ↑  Epstein & Pion-Berlin 2006，第12頁.
93. ↑  Galasso 2011，第587–595頁，vol. II.
94. ↑  Epstein & Pion-Berlin 2006，第13頁.
95. 1 2  Epstein & Pion-Berlin 2006，第16頁.
96. ↑  .   [2014-06-25]. （原始内容存档于2014-07-14）.
97. ↑  Galasso 2011，第597–626頁，vol. II.
98. ↑  .   [2015-08-30]. （原始内容存档于2015-08-30）.
99. ↑  .   [2015-08-30]. （原始内容存档于2015-08-28）.
100. ↑  遠見天下文化出版股份有限公司. . 遠見雜誌 - 前進的動力.   [2023-02-21]. （原始内容存档于2023-02-21） （中文（臺灣））.
101. ↑  . www.aljazeera.com.   [2023-06-03]. （原始内容存档于2023-09-07） （英语）.
102. ↑  . BBC News. 2023-11-19  [2023-11-24]. （原始内容存档于2023-11-24） （英国英语）.
103. ↑  . 2023-12-11  [2023-12-11]. （原始内容存档于2023-12-11） （英国英语）.
104. ↑  McColl 2005，p. 52: "The Andes Mountains form the "backbone" of Argentina along the western border with Chile."
105. 1 2 3 4  Albanese, Rubén.  [Geographic information of the Argentine Republic]. Instituto Geográfico Nacional. 2009  [2014-06-25]. （原始内容存档于2013-10-31）.
106. ↑  McKinney 1993，第6頁.
107. ↑  Fearns & Fearns 2005，第31頁.
108. 1 2  Albanese, Rubén.  [Maximum peaks and lows in the Argentine Republic]. Instituto Geográfico Nacional. 2009  [2014-06-25]. （原始内容存档于2013-07-23）.
109. 1 2 3 4  McColl 2005，第52頁.
110. ↑  Lynch, David K. . Geology – Geoscience News and Information.   [2014-06-25]. （原始内容存档于2014-03-27）.
111. ↑  McCloskey & Burford 2006，第5, 7, 8, 51, 175頁.
112. 1 2 3 4 5  McCloskey & Burford 2006，第8頁.
113. ↑  McCloskey & Burford 2006，第18頁.
114. ↑  Crooker 2009，第16頁.
115. 1 2  McCloskey & Burford 2006，第209頁.
116. 1 2  Crooker 2009，第32頁.
117. ↑  McCloskey & Burford 2006，第5, 157頁.
118. 1 2  McCloskey & Burford 2006，第5頁.
119. ↑  Menutti & Menutti 1980，第44頁.
120. ↑  Crooker 2009，第22頁.
121. ↑  McCloskey & Burford 2006，第11頁.
122. ↑  McCloskey & Burford 2006，第203頁.
123. 1 2  McCloskey & Burford 2006，第6頁.
124. ↑  Crooker 2009，第22頁: “在查科省里瓦达维亚曾测得49℃的南美洲史上最高气温”
125. ↑  Menutti & Menutti 1980，第56–57頁.
126. ↑  Crooker 2009，第17頁.
127. 1 2 3  Menutti & Menutti 1980，第69頁.
128. ↑  McCloskey & Burford 2006，第7頁.
129. ↑  Crooker 2009，第25頁: "[Sarmiento, the] small town in the Chico River Canyon of Chubut holds [as of 2009] the record for the lowest temperature in South America, a bone chilling −27.22 °C（−17 °F）."
130. ↑  Menutti & Menutti 1980，第73頁.
131. ↑  Menutti & Menutti 1980，第53頁.
132. 1 2 3 4  . Convention on Biological Diversity. 2013  [2014-06-25]. （原始内容存档于2013-10-19）.
133. 1 2 3 4 5  . UNEP–WCMC – World Conservation Monitoring Centre of the United Nations Environment Programme. 2005.
134. ↑  . 联合国统计司. 2011  [2014年7月28日]. （原始内容存档于2014年8月9日）.
135. ↑   (PDF). WWF – World Wildlife Foundation. 2012  [2014-06-25]. （原始内容 (PDF)存档于2013-10-30）.
136. ↑  . The Ramsar Convention on Wetlands. 2012-08-22  [2014-06-25]. （原始内容存档于2013-10-08）.
137. ↑  . WWF – World Wildlife Foundation. 2014  [2014-06-25]. （原始内容存档于2014-04-19）.
138. 1 2  阿根廷宪法 （页面存档备份，存于） .   [2014-06-25]. （原始内容存档于2014-07-14）.，第三条
139. ↑  阿根廷宪法 （页面存档备份，存于） .   [2014-06-25]. （原始内容存档于2014-07-14）.，第三十七条
140. ↑  . The Washington Post. 2012-11-01. （原始内容存档于2012-11-02）.
141. ↑  阿根廷宪法 （页面存档备份，存于） .   [2014-06-25]. （原始内容存档于2014-07-14）.，第五十三、五十九、七十五条
142. ↑  根据阿根廷宪法第64条，要求启动议事的人数需为“绝对多数”，即议员人数的一半多一人。因此众议院需要257名议员中的129名，参议院则为72名议员中的37名。
143. ↑  阿根廷宪法 （页面存档备份，存于） .   [2014-06-25]. （原始内容存档于2014-07-14）.，第四十五、四十七、五十条
144. ↑  阿根廷宪法 （页面存档备份，存于） .   [2014-06-25]. （原始内容存档于2014-07-14）.，第五十四、五十六条
145. ↑  .   [2016-05-06]. （原始内容存档于2016-05-23）.
146. ↑  阿根廷宪法 （页面存档备份，存于） .   [2014-06-25]. （原始内容存档于2014-07-14）.，第九十九条
147. ↑  阿根廷宪法 （页面存档备份，存于） .   [2014-06-25]. （原始内容存档于2014-07-14）.，第九十条
148. ↑  . 2014年5月21日  [2015年5月2日]. （原始内容存档于2014年5月22日）.
149. ↑  阿根廷宪法 （页面存档备份，存于） .   [2014-06-25]. （原始内容存档于2014-07-14）.，第九十九条、一百一十四条
150. ↑  阿根廷宪法 （页面存档备份，存于） .   [2014-06-25]. （原始内容存档于2014-07-14）.，第一百二十一条
151. ↑  阿根廷宪法 （页面存档备份，存于） .   [2014-06-25]. （原始内容存档于2014-07-14）.，第五、六条
152. ↑  阿根廷宪法 （页面存档备份，存于） .   [2014-06-25]. （原始内容存档于2014-07-14）.，第一百二十三条
153. ↑  阿根廷宪法 （页面存档备份，存于） .   [2014-06-25]. （原始内容存档于2014-07-14）.，第一百二十二条
154. ↑  阿根廷宪法 （页面存档备份，存于） .   [2014-06-25]. （原始内容存档于2014-07-14）.，第一百二十四、一百二十五条
155. ↑  阿根廷宪法 的存檔，存档日期2014-07-14.，第一百二十九条
156. ↑  . 2009-04-13  [2015-04-27]. （原始内容存档于2016-03-04） （西班牙语）.
157. 1 2 3  Rey Balmaceda 1995，第19頁.
158. ↑  Rock 1987，第155頁.
159. ↑  Margheritis 2010，第15, 92頁.
160. ↑  . Embassy of Argentina in Australia. 2012  [2014-06-25]. （原始内容存档于2013-04-26）.
161. ↑  . United Nations – Secretary General. 2011-06-14  [2014-06-25]. （原始内容存档于2012-06-05）.
162. ↑  Nierop 2001，第61頁.
163. ↑  Lake 2009，第55頁.
164. ↑  Papadopoulos 2010，第283頁.
165. ↑  Malamud 2011，第9頁.
166. ↑  Boughton 2012，第101頁.
167. ↑  Morris 1988，第63頁.
168. ↑  Adler & Greve 2009，第78頁.
169. ↑  Ruiz-Dana et al. 2009，第18頁.
170. ↑  Galasso 2011，第600頁，vol. II.
171. ↑   [Orcadas Naval Base]. Buenos Aires: Fundación Marambio. 1999  [2014-06-25]. （原始内容存档于2013-12-02）.
172. ↑  . Antarctic Treaty Secretariat. 2013  [2014-06-25]. （原始内容存档于2006-02-07）.
173. ↑  Constitution of Argentina，T. R. 1.
174. ↑  .   [2014-06-25]. （原始内容存档于2015-07-24）.
175. 1 2 3 4  .   [2014-06-25]. （原始内容存档于2015-07-24）.
176. ↑  阿根廷宪法 （页面存档备份，存于） .   [2014-06-25]. （原始内容存档于2014-07-14）.，第一百二十五、一百二十六条
177. ↑  . Index Mundi – CIA World Factbook. 2011  [2014-06-25]. （原始内容存档于2012-11-03）.
178. ↑  阿根廷宪法 （页面存档备份，存于） .   [2014-06-25]. （原始内容存档于2014-07-14）.，第二十一、五十五、九十九条
179. 1 2 3   (PDF). RESDAL – Red de Seguridad y Defensa de América Latina. 2012  [2014-06-25]. （原始内容存档 (PDF)于2014-05-08）.
180. ↑  . Index Mundi – CIA World Factbook. 2001  [2014-06-25]. （原始内容存档于2012-11-03）.
181. ↑  Maldifassi & Abetti 1994，第65–86頁.
182. ↑  . Index Mundi – SIPRI – Stockholm International Peace Research Institute, Yearbook: Armaments, Disarmament and International Security. 2011  [2014-06-25]. （原始内容存档于2013-09-06）.
183. ↑  .   [2014-06-25]. （原始内容存档于2015-05-18）.
184. ↑  . The Wall Street Journal. 2013-04-03  [2014-06-25]. （原始内容存档于2014-03-07）.
185. 1 2   (PDF). UNDP – United Nations Development Program. 2013  [2014-06-25]. （原始内容存档 (PDF)于2013-08-13）.
186. 1 2   (PDF). INDEC.   [2015-04-27]. （原始内容 (PDF)存档于2015-01-23） （西班牙语）.
187. ↑  . World Bank. 2013  [2014-06-25]. （原始内容存档于2014-04-04）.
188. ↑  Winter, Brian. . Reuters. 2013-04-25  [2014-06-25]. （原始内容存档于2014-03-05）.
189. ↑  . The Economist. 2012-02-25  [2018-03-26]. （原始内容存档于2013-12-07）.
190. ↑  . Argentina News.Net.   [2014-07-31]. （原始内容存档于2014-08-08）.
191. ↑   (PDF). Transparency International. 2012  [2014-06-25]. （原始内容 (PDF)存档于2014-03-19）.
192. 1 2 3 4  . Buenos Aires: Dirección Nacional de Política Macroeconómica – Ministerio de Economía y Finanzas Públicas. 2013  [2015-05-02]. （原始内容 (XLS)存档于2014-04-10） （西班牙语）.
193. ↑  . Index Mundi – CIA World Factbook. 2011  [2015-05-02]. （原始内容存档于2013-03-10）.
194. ↑  . Index Mundi – CIA World Factbook. 2013  [2015-05-02]. （原始内容存档于2012-12-03）.
195. ↑  . Port of Spain: Digital Guardian. 2013  [2015-05-02]. （原始内容存档于2013-11-09）.
196. 1 2  . Encyclopedia of the Nations. 2002  [2015-05-02]. （原始内容存档于2013-09-27）.
197. ↑  . Paris: IEA – International Energy Agency. 2009  [2014-06-25]. （原始内容存档于2013-08-03）.
198. ↑  .   [2012-02-01]. （原始内容存档于2013-10-19）.
199. ↑  INDEC, Foreign Trade, Export Complexes （页面存档备份，存于）.
200. ↑  Voss, Peer. .   [2011-07-30]. （原始内容存档于2011-07-07）.
201. ↑   (PDF). 世界旅游组织. 2011-06  [2012-01-26]. （原始内容 (PDF)存档于2012-01-05）. See table in pp. 8.
202. ↑  World Heritage List （页面存档备份，存于） 聯合國教育科學文化組織官方網站（英文）
203. ↑  . Infobae América. 2011-06  [2012-12-19]. （原始内容存档于2013-02-01）..
204. ↑  .   [2008-07-16]. （原始内容存档于2009-04-10）.
205. ↑  . TripAdvisor.   [2015-05-01]. （原始内容存档于2015-03-19）.
206. ↑  . The New York Times. 2006-11-20  [2010-11-28]. （原始内容存档于2010-12-20）.
207. ↑  . .   [2010-11-28]. （原始内容存档于2010-12-25）.
208. ↑  . Index Mundi – CIA World Factbook. 2013  [2014-06-25]. （原始内容存档于2014-04-07）.
209. 1 2 3 4 5 6  . Encyclopedia of the Nations. 2002  [2014-06-25]. （原始内容存档于2013-09-27）.
210. ↑  . Index Mundi – CIA World Factbook. 2013  [2014-06-25]. （原始内容存档于2013-10-14）.
211. ↑  . Index Mundi – CIA World Factbook. 2012  [2014-06-25]. （原始内容存档于2012-11-01）.
212. ↑  . Index Mundi – CIA World Factbook. 2013  [2014-06-25]. （原始内容存档于2012-11-01）.
213. ↑  Aeberhard, Benson & Phillips 2000，第76頁.
214. ↑  Aeberhard, Benson & Phillips 2000，第24–25頁.
215. ↑  Aeberhard, Benson & Phillips 2000，第45頁.
216. ↑  Moore, Don. . 1995  [2014-06-25]. （原始内容存档于2013-05-23）.
217. ↑  Moore 1995.
218. ↑  . Mi Buenos Aires Querido. 2002  [2014-06-25]. （原始内容存档于2013-07-23）.
219. ↑  . 1999  [2014-06-25]. （原始内容存档于2013-11-13）.
220. ↑  . LAMAC – Latin American Multichannel Advertising Council. 2014  [2014-06-25]. （原始内容存档于2014-05-02）.
221. ↑  . IWS–ITU – Internet World Stats. 2011  [2014-06-25]. （原始内容存档于2014-04-02）.
222. ↑  Argüello, Irma. . Carnegie Endowment for international peace. 2009-01-08  [2014-06-25]. （原始内容存档于2012-10-24）.
223. ↑  . State.gov.   [2014-06-25]. （原始内容存档于2009-03-28）.
224. ↑  . State.gov. 2010-04-13  [2014-06-25]. （原始内容存档于2010-04-16）.
225. ↑  Reneau, Leandro. . Tiempo Argentino. 2012-09-29  [2014-06-25]. （原始内容存档于2014-08-05） （西班牙语）.
226. ↑  . Asociación Argentina de Tecnología Espacial.   [2014-06-25]. （原始内容存档于2007-01-17） （西班牙语）.
227. ↑  . Momento 24.   [2014-06-25]. （原始内容存档于2010-03-23）.
228. ↑  . Pierre Auger Observatory.   [2014-06-25]. （原始内容存档于2009-01-07）.
229. ↑   (PDF). Gustavo Pérez. 阿根廷国家统计与人口普查研究所: 16.   [2014-06-25]. （原始内容 (PDF)存档于2005-11-09） （西班牙语）.
230. ↑  . Censo2010.indec.gov.ar.   [2012-06-23]. （原始内容存档于2011-06-15）.
231. 1 2  . The World Factbook. Central Intelligence Agency.   [2012-05-13]. （原始内容存档于2012-05-22）.
232. ↑   (PDF).   [2014-06-25]. （原始内容存档 (PDF)于2010-04-22）.
233. ↑  UN Demographic Yearbook, 2007.
234. ↑  Forero, Juan. . seattletimes.nwsource.com. 2010-07-15  [2010-07-15]. （原始内容存档于2012-05-10）.
235. ↑  Fastenberg, Dan. . Time. 2010-07-22  [2011-11-20]. （原始内容存档于2011-11-02）.
236. ↑  . 阿根廷国家统计与人口普查研究所.   [2014-06-25]. （原始内容存档于2014-02-26）. （西班牙文）
237. ↑  R. Cruz-Coke, R. S. Moreno. . Journal of Medical Genetics. 1994-09, 31 (9): 702–706  [2019-02-13]. ISSN 0022-2593. PMC 1050080 . PMID 7815439. （原始内容存档于2018-12-12）.
238. ↑  . Government of Argentina.   [2014-06-25]. （原始内容存档于2009-09-19）.
239. ↑   (PDF).   [2007-06-10]. （原始内容存档 (PDF)于2007-06-10）.
240. ↑   (PDF).   [2011-08-14]. （原始内容存档 (PDF)于2011-08-14）.
241. ↑  Fernández, Francisco Lizcano. . 2007. ISBN 978-970-757-052-8.
242. ↑  Cahoon, Ben. . World Statesmen.org.   [2014-06-25]. （原始内容存档于2011-10-12）.
243. ↑  Capítulo VII. Inmigrantes. CELS – Informe 1998
244. ↑  Sánchez, Gonzalo. . Clarin.com. 2010-09-27  [2014-06-25]. （原始内容存档于2013-12-07）.
245. ↑  , South Korea: Ministry of Foreign Affairs and Trade, 2009  [2009-05-21], （原始内容存档于2010-10-23）
246. ↑  .   [2014-06-25]. （原始内容存档于2014-07-03）.
247. ↑  .   [2014-06-25]. （原始内容存档于2011-07-19）.
248. ↑  "El varieté de la calle Florida" （页面存档备份，存于） (Editorial) – Clarín （西班牙文）
249. ↑  , Ministro del Interior, 2004  [2015-07-23], （原始内容存档于2015-07-06）
250. ↑   (PDF), Ministro del Interior, 1999  [2015年7月23日], （原始内容 (PDF)存档于2014年8月15日）
251. ↑  . Index Mundi – CIA World Factbook. 2012-07-26  [2014-06-25]. （原始内容存档于2012-11-02）.
252. 1 2 3  . Government of Argentina.   [2014-06-25]. （原始内容存档于2009-09-19）.
253. ↑  . INDEC.   [2015-03-06]. （原始内容存档于2012-09-01） （西班牙语）.
254. ↑   (PDF). INDEC. 2008-03-31  [2008-06-06].
255. 1 2 3 4 5 6 7 8 9 10 11  Ethnologue 2013.
256. ↑  Lecea 1958，第40頁.
257. ↑  Colantoni & Gurlekian 2004，第107–119頁.
258. ↑  Lecea 1958，第47頁.
259. ↑  Página/12, 27 December 2006. Los idiomas de los argentinos （页面存档备份，存于）.
260. 1 2  DellaPergola 2012.
261. ↑  Ley No. 5598 de la Provincia de Corrientes, 22 de octubre de 2004
262. ↑  Ley No. 6604 de la Provincia de Chaco, 28 de julio de 2010, B.O., (9092)
263. ↑  Jóvenes Argenchinos （页面存档备份，存于） Clarin.com 22 September 2006
264. ↑  Aeberhard, Benson & Phillips 2000，第602頁.
265. ↑  阿根廷宪法 （页面存档备份，存于） .   [2014-06-25]. （原始内容存档于2014-07-14）.，第十四条
266. ↑  C.S.J.N., "Sejean", Fallos 308:2268
267. ↑  C.S.J.N., "Villacampa", Fallos 312:122
268. ↑  阿根廷宪法 （页面存档备份，存于） .   [2014-06-25]. （原始内容存档于2014-07-14）.，第二条
269. 1 2 3  . US Department of State. 2012. （原始内容存档于2014-04-12）.
270. ↑  Mallimaci, Esquivel & Irrazábal 2008，第9頁.
271. ↑  Mallimaci, Esquivel & Irrazábal 2008，第21頁.
272. ↑  Mallimaci, Esquivel & Irrazábal 2008，第24頁.
273. ↑  Donadio, Rachel. . The New York Times. 2013-03-13  [2014-06-25]. （原始内容存档于2014-03-26）.
274. ↑  . Ministerio de Educación – Presidencia de la Nación.   [2014-05-09]. （原始内容存档于2014-02-26）.
275. ↑  . altillo.com.   [2015-07-18]. （原始内容存档于2015-07-08）.
276. ↑  . Censo Nacional de Población, Hogares y Viviendas 2010. INDEC – Instituto Nacional de Estadística y Censos. 2010  [2014-06-25]. （原始内容 (XLS)存档于2014-02-26） （西班牙语）.
277. ↑  . Censo Nacional de Población, Hogares y Viviendas 2010. INDEC – Instituto Nacional de Estadística y Censos. 2010  [2014-06-25]. （原始内容 (XLS)存档于2014-02-26） （西班牙语）.
278. ↑  . Argentina Indymedia.   [2014年6月25日]. （原始内容存档于2014年8月6日）.
279. ↑  . Ama-med.org.ar.   [2014-06-25]. （原始内容存档于2010-04-13）.
280. ↑   (PDF). IADB.   [2014-06-25]. （原始内容 (PDF)存档于2008-09-02）.
281. 1 2 3  ESTADISTICAS VITALES – INFORMACION BASICA AÑO 2008 （页面存档备份，存于）. Ministry of Health (December 2009)
282. 1 2  
UNData[永久][]
283. ↑  UN Demographic Yearbook. 1957.
284. 1 2  UN Demographic Yearbook. Historical Statistics. 1997.
285. ↑  McCloskey & Burford 2006，第123頁.
286. ↑  Rivas 1989，第11頁.
287. ↑  Foster, Lockhart & Lockhart 1998，第99頁.
288. ↑  Foster, Lockhart & Lockhart 1998，第13, 101頁; Young & Cisneros 2010，第51頁.
289. ↑  Foster, Lockhart & Lockhart 1998，第104, 107–109頁; Young & Cisneros 2010，第223頁.
290. ↑  Young & Cisneros 2010，第51–52頁.
291. ↑  . sobreargentina.   [2009-10-05]. （原始内容存档于2009-04-18）.
292. 1 2  Bloom 1994，第2頁.
293. ↑  Young & Cisneros 2010，第52, 80頁.
294. ↑  Young & Cisneros 2010，第3, 144頁.
295. ↑  Miller 2004，第86頁.
296. ↑  Foster, Lockhart & Lockhart 1998，第121頁.
297. 1 2 3  McCloskey & Burford 2006，第43頁.
298. ↑  Francia, Tito. .   [2013-03-18]. （原始内容存档于2013-01-27）.
299. 1 2 3  Long 2009，第21–25頁.
300. ↑  . 中国人民大学.   [2014-04-24]. （原始内容存档于2014-04-29）.
301. ↑  . China Daily. 2005-10-17  [2014-06-25]. （原始内容存档于2014-04-19）.
302. ↑  . Radar Magazine. 2013-02-10  [2014-06-25]. （原始内容存档于2013-05-03）.
303. ↑  King 2000，第36頁.
304. ↑  Bendazzi, Giannalberto. . Animation World Network. 1996  [2014-06-25]. （原始内容存档于2013-09-28）.
305. ↑  . argentinaindependent.   [2015-04-30]. （原始内容存档于2015-06-09）.
306. ↑  . MercoPress.   [2015-04-30]. （原始内容存档于2017-02-02）.
307. 1 2  张荣生. . 《外国文学》. 1985, (5). CNKI GHJK198505016.
308. ↑  Stewart, Jennifer. . St. Petersburg Times (St. Petersburg, FL). 2006-07-16.
309. ↑  . Anthem Culture.   [2015-04-29]. （原始内容存档于2014-04-01）.
310. ↑  Martínez-Carter, Karina. . BBC Travel. 2013-03-14  [2014-06-25]. （原始内容存档于2014-01-23）.
311. ↑  . GIORGIO'S  HOUSE.   [2015-04-29]. （原始内容存档于2018-03-26）.
312. ↑  . Argentina.ar.   [2009-09-01]. （原始内容存档于2010-02-01）.
313. ↑  . Argentina.ar.   [2009-09-01]. （原始内容存档于2009-10-23）.
314. ↑  . Fédération Internationale de Football Association.   [2009-09-01]. （原始内容存档于2010-01-06）.
315. ↑  Nauright & Parrish 2012，第14–23頁.
316. 1 2  . Fédération Internationale de Football Association.   [2009-09-01]. （原始内容存档于2010-03-28）.
317. ↑  . Argentina.ar.   [2009-09-01]. （原始内容存档于2011-03-25）.
318. ↑  Friedman 2007，第56, 127頁.
319. ↑  . Argentine Football Association.   [2009-09-01]. （原始内容存档于2009-09-11）.
320. ↑  . irb.com.   [2010-08-30]. （原始内容存档于2011-08-10）.
321. ↑  .   [2014-06-25]. （原始内容存档于2014-02-05）.
322. ↑  . Via Restó. 2010-04-28  [2014-06-25]. （原始内容存档于2013-12-03）.
323. ↑  . Argentina – Portal oficial de promoción de la República Argentina. 2008-06-06  [2014-06-25]. （原始内容存档于2008-07-27）.
324. ↑  Steiger, Carlos. . Choices Magazine. 2006  [2014-06-25]. （原始内容存档于2013-12-02）.
325. ↑  McCloskey & Burford 2006，第79頁.
326. ↑  Aeberhard, Benson & Phillips 2000，第31頁; McCloskey & Burford 2006，第80, 143頁.
327. ↑  Cannavan, Tom. . Wine Pages.   [2014-06-25]. （原始内容存档于2012-12-11）.
328. ↑  .   [2013-08-02]. （原始内容存档于2004-12-16）.
329. ↑  McCloskey & Burford 2006，第230, 252, 261–262, 265頁.
330. ↑  .   [2013-08-02]. （原始内容存档于2004-12-16）.